# ウソツキ!ゴクオーくん
『ウソツキ！ゴクオーくん』は、吉もと誠による日本の漫画作品。副題は『A small lie is useful in some cases.』（ことわざ「嘘も方便」の英訳）。『別冊コロコロコミック』（小学館）2011年6月号にて読み切り作品として掲載された後、同年10月号から2012年8月号まで連載された。『月刊コロコロコミック』（同）においても2012年3月号、5月号に読み切りとして掲載され、同年9月号より『別冊コロコロコミック』から移行する形で2021年9月号まで連載された。しかし9月号の最終回は読者を騙す「ウソの最終回」であったことが明かされ、「本当の最終回」は同誌10月号の別冊付録「ウソツキ！ゴクオーくんファイナルコミックBOOK」に収録された。
第61回小学館漫画賞・児童向け部門受賞。

## あらすじ
八百小学校（）に転入してきたゴクオーくんが、学校や学校外で起きた事件を「ウソ」で解決する物語。ゴクオーの正体は初代閻魔大王・地獄王。彼の正体を知る小野天子、ガキ大将・番崎竜丸、刑事の息子・形銭千十郎などの個性豊かなクラスメイトや、彼の閻魔大王としての部下であるバトラーや地獄長が登場する。
普段の一話完結型ストーリーと並行して、何回か地獄または天国から現れた敵が登場し、ゴクオーが彼ら相手に閻魔大王として戦うメインストーリーもある。

## ゴクオー
声 - 西墻由香
この物語の主人公。小学5年生、のち小学6年生。「八百小学校へやってきたナゾの転校生」として登場したが、正体は地獄の王「閻魔大王」で正式名称は“初代閻魔大王「地獄王（ジゴクオー）」”である。大好物はウソであり、「ウソあばき（後述）」を得意とする。一人称は「オレっち」。口癖は「ウソだよ〜!」。ペットにネコカラスがいる。
ひょんなことから自身の正体を知ってしまった少女・小野天子を特別に気に入っており、普段から仲が良く彼女を地獄に案内することも多い。

### 容姿
体格は一般的な小学5 - 6年生男児ほど。全体的に変わった風貌をしており、逆立った銀髪に八重歯、目の下の目立つほど太く濃いクマ、そして非常に鋭い目つきが特徴であり、いつもタバコに見せかけたチョコ「シガレッチョ（ココアシガレットの一種）」を口にくわえている。さらに、黒いシャツにオレンジのネクタイ（地獄との通信機能を持ち、緊急事態が発生すると炎のようなマークが現れると共にアラーム音が鳴る）、深緑のハーフパンツ、赤い冠、地獄へ行くためのカプセルとなる奇妙なデザインの靴を着用している。また、自らの体操服や水着は所持していないようであり、体育の時間でも常にこの姿である。
地獄での裁きの際には赤いマントを着用し、冠には「大王」の文字が刻まれる。地獄での裁きの際には背後に巨大な髭の男のオーラが現れるが、この正体は地獄が再建される前のかつての友・ジュウオウであったことが最終話で明かされている。

### 性格と普段の生活
目には極めて大きなクマがあるためか、一見根暗そうに見えるが、基本的に天真爛漫かつポジティブな性格で、普段から天子をはじめとするクラスメートに突拍子もなくウソをついてはツッコまれている。普段はおちゃらけているが、地獄での緊急時やウソあばきの際は犯人や悪人に対して冷厳な態度を見せる。また、時折不気味な表情・発言で周囲を怖がらせることも多数。
正直者には無関心であり、周りでウソ事件がなかなか起きないと“ウソバテ”して力が衰えてしまう。仮に何か事件が発生しても、ウソあばきをする前に犯人が名乗り出てしまった場合は興が乗ることはない。
罵倒されようがほとんど動じないものの、自身のウソを「つまらない」と馬鹿にされることだけは許せず強烈な怒りを露わにする。また、その際に禍々しいオーラを自身に発生させ、周囲を慄かせてしまう。窓ガラスを割ってしまうほどに強力なオーラであるが、天子のフォローがあればあっさり許しオーラを解除してしまうことも。
何も事件が起きていない際は授業中に居眠りをする、地獄王としての仕事をサボるなど、現世・地獄共にやや素行の悪さ・怠惰さが目立つ。学校の成績も芳しくなく、5年時には番崎、平近、田ノ上と共に落ちこぼれグループとして扱われていたことがある。
クラスメートとは基本的に5の2、6の2共に良好な関係であるが、どちらかといえば男子よりも天子を含めた女子の輪に加わっていることが多い。他の児童に対しては「◯◯クン」「◯◯サン」と苗字+敬称で呼ぶことが多いが、基本的に天子のみ「天子ちゃん」と呼んでいる。
現世へ赴く以前は人間に興味を抱かず、寧ろ愚かな存在としか考えていなかったため死者の魂を裁いてきたウソさえも愚かとしか思っていなかったが、後々その考えには疑問を抱き始める。そうして生ける人間のウソが知りたいということで現世を訪れ、たちまち天子と出会う。ある事件で天子が犯人扱いされた際、彼女がついたウソがきっかけで天子および人間に興味を示すようになる。天子を通じて現世を生きる人間の真の姿を窺い知り、人間は愚かでなく本当は面白い存在だと自身の思考を改めるようになった。また、「人間を尊敬している」と完全に人間そのものを認める発言もするようになった。
また、天子の善良な人間性にも触れたことで、現世に降り立つ以前よりも柔和な面を多く見せるようになった。クラスメイトで唯一自身の正体を知る存在である彼女のことは特に深く気に入っており、何だかんだで気に掛けたり行動を共にして様々な問題解決にも当たっている他、己を変えてくれたことにも感謝の態度を示している。
故郷の地獄では魂を悪行ごとに1人1人裁いていく仕事を行なっているが、現世に来るようになってからは度々その仕事をサボっており、また地獄にもたまにしか行かなくなっている。そのため普段は部下のバトラーがその仕事を担い、そのことについて彼からは多少不満に思われている。地獄に常駐していた頃はネコカラスとの散歩や地獄ミーティングなどハードなスケジュールの下で一日を送っていた。
本名は先述の「地獄王」であるが、天子や彼の正体を知らない多くのクラスメートからは「ゴクオーくん」もしくは「ゴクオー」と呼ばれる。また、地獄の多くの者からは「ゴクオーさま」、サタンからは「初代」、ユーリィやネクストなどからは「ゴクオー」と呼ばれる。
二人称は、天子を含めた人間には「アンタ」が多いが、地獄の者やユーリィなどに対しては主に「おまえ」、稀に「キサマ」となる。

### ウソあばき
ウソ事件が起きた際には「ウソあばき」を行い、犯人を炙り出す。先述の通り勉強はイマイチできない模様であるがかなりの切れ者で、どんなに些細な証拠でも見逃さない。ずば抜けた洞察力・観察力を備えており、クラスメートや地獄での部下などからもその実力に関しては一目置かれている。
事件解決に際してはウソを以てウソを制すという独自のポリシーを持ち、ウソをつくことで犯人を誘導しつつ見つけ出すことが多い。この方法によって何人もの人間や地獄の者のウソを暴いてきた。
ウソあばき後は罪を認めるかどうかを犯人に問うが、ほとんどの場合犯人はみっともなく悪足掻きするため（あくまでもしらばっくれたり、その場から逃亡したり、逆ギレして彼に襲いかかったりなど）、ネコカラスの力を借りて一時的に犯人を地獄へ堕とし、「悪漢ベー」によってその舌を抜く。同時に「ウソのつけない舌」を犯人に与え、ウソをつくに至った動機などについて喋らせ反省させるのがお約束となっている（詳しくは後述）。
また、ウソの内容があまりに悪質なものであったりそもそもウソ以前に犯罪行為（例・置き引きや万引き等）であったりする場合は、罪を認めるかどうかすら問わず問答無用で地獄に送り込むこともある。
犯人の罪の内容に応じて、ただウソのつけない舌を与えるだけではなくその罪に応じた特別な地獄に送り、追加で制裁を与えることもある。

### 経歴

#### 物語開始以前
いつどこで誕生したのかは一切明かされていない。本人曰く「閻魔大王に誕生日はない」とのこと。
現在の地獄ができる以前の遥か昔、最初の地獄が存在していた時代に仲間のジュウオウやサトリ（のちの邪仏）と共に地獄の治安を維持していたが、後に前々から神を巻き込んでの革命を目論んでいた邪仏により地獄を滅ぼされる（ゴクオー自身はこの事実を自らの「秘め嘘」として黙っていた）が、神の罰によって邪仏が間へ永遠に封印された後は自身を庇った瀕死のジュウオウから閻魔大王としての力を託され、初代閻魔大王・地獄王となる。そして現在の地獄を再興、地獄を統べるようになった。
新しい地獄で支配者として魂を裁いていたある日、地獄に元大天使長のサタンが堕とされる。直後にサタンに襲われるがあっさりねじ伏せ、その後も形式上は彼に従うことになったサタンによって何度も殺されかけるも、これを全て軽々と阻止している。
現代から500年前のとある日、人間へ転生する予定であった魂のナナシノに騙されたあげく現世へと逃げられ、その混乱に乗じてサタンが閻魔大王しか使えない印章を無断で使おうとしたことに対し、虫の居所が悪かったのもあったとはいえ彼の気持ち（その時大変だったゴクオーの力になろうとした）を汲み取れず彼を無間地獄へ封印。サタン編における騒動のきっかけを作ってしまう。
その500年後、今まで地獄から出たことがなかったゴクオーは生涯で初めて現世に降り立つこととなる。

#### 物語開始後
八百小学校の5年2組に突然転入し、その日の内に担任教師のウソを暴く。また別の日にはクラスメイトである戸屋、押結のウソを暴いていきクラス内で徐々に名声を得ていく。ただし、押結を地獄へ堕とす際に誤って天子も一緒に送ってしまったため、彼女に地獄王としての正体を知られてしまう。その後は彼女を地獄に招待することが多くなっている。
天国からの刺客・ユーリィにより天子が拉致されるも、彼女を救うためバトラー・地獄長と共に天国へ不正入国し、ユーリィを撃破して天子の天使化計画を食い止めた。
その182日後（ひとばつの日）、不正入国の罪で神から罰を与えられ、一時的に人間と化し（一緒に入国した部下も含め）閻魔大王の力を失う。その好機をうかがっていた2代目候補・サタンに始末されかけたものの、ユーリィが復活したことで窮地を脱する。直後にユーリィからキセキを分け与えられ（これにより互いのパワーが半分ずつになる）、閻魔大王としての力を取り戻す。そしてサタンによって八百小に撒かれていた悪霧を消滅させた後、神の罰を終えて完全復活を果たした。
500年前の一部始終をサタンが天子へ話した際、天子がそれを指摘して初めてサタンの気持ちをしっかり知るに至り、のちの彼との決戦時にはサタンへ500年前の件に対して謝罪と感謝の思いを伝えた。またこの日はゴクオーとサタンによる地獄選挙が行われた日でもあり、一時はサタンに閻魔大王としての座を奪われるもサタンの悪事を暴き、即座に第2回地獄選挙が行われたことで閻魔大王の地位に再び返り咲いた。
ナナシノを追っていた際、ユーリィの情報で八百町への転生や、地獄長たちが発生させた天地融合結界により八百小にて潜伏中であることを掴むが、ナナシノとの再会後は彼の真意を知り、ナナシノへ500年前の件を謝罪しつつ和解。500年前の因縁にピリオドを打った。
八百町合同クリスマス会の後、究極の嘘に必要な4つの感情の最後の1つを奪いかけたネクストを止めようとしたが、彼によってウソのつけない舌を与えられる罰を受ける。それによって、「自分のウソ暴きはこんなものではない」と思う気持ちと、「天子にネクストのことを言いたくない」という思いやりが合わさった結果、ウソバテの比でないほどの苦しみを味わい終いには倒れてしまうも、天子によって孤地獄から呼び戻されたサタンにウソのつけない舌を抜いてもらったことで復活を遂げる。その直後にサタンと協力してネクストを地獄門へ押し入れ孤地獄へ堕とす策を講じ、それでも彼のキセキの力に苦戦するものの後先考えない無様なウソをついてまで、ネクストを道連れにしようとすることで助太刀したサタンにキセキの力を引き出させ、ネクストを孤地獄へ閉じ込めることに成功。間もなくネクストが孤地獄から脱獄したことを知るが、彼がキセキの力を多用した影響で記憶喪失だということも分かると、人間を知ってもらうためとして彼をネクストの弟と称させ、「輝石野ネク助」として八百小に転入させた。しばらくしてネクストが記憶を取り戻した際には「究極の嘘」を発動され、記憶を消された上で天子と初めて出会った頃にまで時間を戻されるも天子のウソを聞き、自力で記憶を蘇らせ「究極の嘘」を破る。その後は復活したユーリィやサタンと共闘してネクストに対決を挑み、最終的には彼を本来の姿へ戻すことに成功した。
魔男との決戦後に邪仏が復活のため動いていることを知り、後に間のあいだから姿を現した邪仏により自身の正体を6年2組の皆にバラされてしまう。それでも天子のフォローもあって皆からは受け入れられ、さらに天子と皆による手助けのおかげで邪仏を再び間に閉じ込めた。その後、正体がバレた罪ということで神の罰により再び人間と化すが、ユーリィの働きかけで卒業式までは八百小に在籍できる運びになった。程なくして邪仏が再び現世へ姿を現した際には、今度こそ邪仏と決着を付けるべくユーリィからキセキの力を与えられ、閻魔大王として邪仏と対峙。壮絶な攻防の末、邪仏に勝利を収めた。
卒業後は故郷の地獄へと帰るため、天子と別れる間際に彼女および自分を知る人間たち全員から自身の記憶を消したものの、実は記憶を消す際に使ったシガレッチョには8000000分の1の確率で天子が自身を思い出すと同時に、周囲の人間も自らについての記憶を取り戻すよう細工を施しておりその時までの再会を待ち望んでいた。そして中学に進学した天子が、とあるきっかけで即座に自身のことを思い出したのを察するや否や、驚愕したところで物語は幕を下ろす。

### 技
- 悪漢舌 - 地獄王の基本技。悪いウソツキを地獄送りにした後、「悪漢、ベー!」の掛け声と同時に相手の舌を抜き、「ウソのつけない舌」を与える（本人曰く「プレゼント」）。抜かれた相手は夢から覚めたように我へ返るが、自ずと舌が勝手に動き出して己の意思と関係なく本当のことを喋ってしまい、反省・改心するまでウソをつけなくなる。また「あっかんベッ!」という軽めのものや、地獄長・グンショーとの合体技「極炎悪漢ベー」やカゲスキとの合体技「暗黒悪漢べー」、復活後のサタンに使った「地獄幹部悪漢べー」、ナナシノとの決戦時に使った「大悪漢ベー」もあるが舌を抜かれた後は通常と同様。名前の由来は「あっかんべー」。
- 針千盆 - 「針千ボンッ」と相手の口に針を千本入れる技。これを喰らった者はウソをつく度、全身を針で刺されたような激痛に襲われる。地獄でウソツキが出た時に使われる。名前の由来は「針千本」。
- 余裕綽笏 - 巨大な笏を相手に叩きつける大技。地獄そのものに害を成す者へ使われる。名前の由来は「余裕綽々」。
- 因果王砲 - ボール状に変化した冠を地面へ投げつけ、強大な龍の炎で焼き尽くす大技。ユーリィとの決戦時に使われた。名前の由来は「因果応報」。
- 指斬拳万 - 連続で拳を喰らわせ、一撃ごとに自身のため何かをしようとしてくれた人々の記憶が脳内に刷り込まれる技。サタンとの決戦時に使われた。名前の由来は「指切りげんまん」。
- 天国地獄大地獄 - ユーリィ・サタンと連携して乱舞を叩き込み、相手を結界へ閉じ込める天地融合技。ネクストとの決戦時に使われた。名前の由来は「天国地獄大地獄」。
- 鉄砲刃無 - 魔男との決戦に使われたが実際は存在していない地獄技で、暴走していた魔男に自身の膨大な魔力を送るだけのもの。名前の由来は「鉄砲話」。
- 嘘最砲弁 - ゴクオーの持つ舌を抜くペンチと、彼のオーラであるジュウオウの持つ舌を抜くペンチを組み合わせて相手を殴りつけ、間まで吹き飛ばして相手を間に封じる大技。邪仏との決戦時に使われた。名前の由来は「噓も方便」。

### その他
初期設定の段階では名前を「ゴクオー」か「エンオー」にするかで迷っていたらしく、一人称が「オレ」になっているのを除いて現在とほとんど変わっていない。

## 登場人物
登場人物の苗字や名前の多くは性格や特徴からダジャレを元に当て字が使われ（厳密に言うと、作者がノリで名前を決めたため、名前の由来がない人物もいる）、本編では苗字か名前のどちらかしか呼ばれておらずフルネームが判明していない人物は多いものの、単行本10巻と20巻の表紙や書き下ろし、公式Twitter（現X）アカウント、後年発売された完全版にて明かされている。

### 主要キャラクター
ゴクオー
本作の主人公。その正体は初代閻魔大王「地獄王（ジゴクオー）」。
詳細はゴクオーの節を参照。
ネコカラス
ゴクオーのペットで、猫の頭に鳥の身体を持つ謎の生き物。体色は黒一色で青緑色の目をしている。ゴクオーのウソ暴きをアシストする他、ウソツキを捕らえ地獄へ送り込む能力もある。普段は小さく可愛らしい見た目だが、真の姿は地獄の巨大な番犬「ケルベロス」で、地獄へ来ればこの姿に戻る。また、悪い魂の生前の悪事や現世の様子を垣間見られる道具「浄玻璃の鏡」を所持している。「ニャア、カア」と交互に鳴くが、言葉が通じる相手（自身と同じ鳥など）なら自らがウソ暴きを行うことも可能。人間化した際の一人称は「ぼくっち」。
天国へ無断入国した罪により、神からの罰を受け人間と化す（同行したバトラーや地獄長たちも同様）。ユーリィのキセキによってウソツキを地獄に送る能力は取り戻せたが、人間の姿からは戻れなかった。人間の時の姿は5歳くらいの少年のような見た目になる。神の罰を終える少し前、ゴクオーのネクタイを狙うサタンの命令を受けたガマブクロウから騙されかけるも、ゴクオーに助けられた。
後日の悪霧騒動ではゴクオーと協力し悪霧を消滅させた。そして神の罰を終え、完全復活を果たした。
小野 天子（おの てんこ）
本作のヒロイン。小学5年生（のち6年生）でゴクオーと同じクラス。八百小の児童（ユーリィなどを除く）では唯一ゴクオーの正体を知る存在。
バカ正直で心優しい少女だが、頻繁に犯人へ仕立て上げられたり授業中に転んで怪我したりなど、かなり運が悪い。たまに面白いウソをつくため、ゴクオーからめっぽう気に入られている。泣き虫だが一生懸命な頑張り屋であり、失敗しつつも諦めない。いつも側頭部に着けているリボンは元々親友だったリヨのもので、彼女が八百小を転校する際にプレゼントされた。入学以前には祖母に筆箱を作ってもらい、以来はその筆箱を見ることで不安な時でも勇気を出せている。
ひょんなことからゴクオーの正体を知ってしまい、それ以降は時々地獄と現世を行き来するようになる。ゴクオーにウソで揶揄われることもあるが彼には頻繁に助けられており、1年程度の付き合いであっても彼とは固い絆で結ばれている。性格や本質を認められることが多く、ゴクオーだけでなくクラスメイトや地獄の者たち、ユーリィからも気に入られる。さらにはサタンやナナシノ、ネクストに魔男などにもそれを認められている節がある。
ルシオ＝サタンの策略でルシオの歓迎会の飾りを壊した疑いを掛けられた際にはクラスの皆に信じてもらえず、その上ウソを織り交ぜたルシオの話術に動揺して本当はゴクオーに助けてほしかったにも拘らず、助けを求めるのは駄目だと思い込んだことや辛い現状からいつもの日常に早く戻りたかったことで飾りを壊したのを認めようとし、ルシオの思惑通りに心が悪に染まりかけるもすぐさまゴクオーに地獄ヘ送られ舌を抜かれかけたことで、ゴクオーの前でちゃんと本音を吐き無実の罪を晴らすためゴクオーと協力しながらルシオのウソを暴き、自身を庇ってくれた番崎のフォローやユーリィ・ガブリエルの助力もあって疑いは十分に払拭された。
6年生でもゴクオーと同じクラスになっている。ゴクオーがネクストによりウソのつけない舌を与えられた時は、元大天使でキセキの力を持つサタンにゴクオーを助けてくれるよう頼むも最初は上手くいかなかったが、互いが互いを大嫌いだと思ったことでサタンと心が1つになり、サタンを孤地獄から呼び戻せた。
ネクストが記憶を取り戻した時は、真実と彼の目的を明かされた上に修学旅行時の思い出の写真を目の前で破かれ、さらにはネクストのウソに騙され悲しみを覚えたことでネクストに最大限の悲しみを奪われる。それでもネクストがゴクオーたちと戦っていた合間に破かれた写真を修復しており、ついには本来の姿へ戻ったネクストを励まして彼が救われるきっかけを作った。
邪仏が現世へ姿を現した際には、ゴクオーの正体を知った6年2組の皆を宥めつつも自分なりの声がけで受け入れさせ、さらに皆と協力して邪仏はおろかゴクオーですらも見抜けなかったウソを交えた策で邪仏を嵌め、ゴクオーをサポートした。その後の邪仏との決戦時も追い込まれたゴクオーを初めにウソで応援し、彼を復活させる引き金となった。
卒業式の後はゴクオーにより彼についての記憶を一度は消されるが、ゴクオーが記憶を消す際に施した細工が中学進学後のある出来事によって作用し、ゴクオーのことを思い出した。
得意科目は国語、苦手科目は体育。好きな給食は揚げパン。
初期設定では眼鏡を掛けており、ウソは絶対許さない性格となっている。
名前の由来は「小野篁」。
番崎 竜丸（ばんざき たつまる）
声 - 細谷カズヨシ
ガキ大将で、ゴクオーや天子のクラスメイト。5年・6年ともに2組（ゴクオーや天子と同じクラス）。
本作に登場する男子児童の中では最も登場頻度が高めであり、ゴクオーや天子らとの絡みも多い。天子とは幼馴染であり、同じ町内会である。
金髪で大柄な体躯を持つキレやすい暴れん坊だが、ゴクオーとの出会いを経て話が進むにつれ次第に丸くなっている。また、かつて自身が揶揄いのつもりで怖がらせていた前戸から恨まれ、自身はそれを反省しており彼へのお詫びとして殴られるのを承知していた。
よくゴクオーのウソで酷い目に遭わされたりツッコミを入れたりしている。虎丸（）という弟（クラスは2年2組、のち3年）がおり、風邪を引いた虎丸のためにガチャガチャでレアの「伝説のゴールドラゴン」を引き当てようとするなど弟想いの一面も持つ。腕っぷしが強く、腕相撲では子供相手なら無敗を誇る。
第1話では天子を陥れようとする前任の担任教師に利用されていた。本人はその件で天子にきちんと謝罪していなかったことを深く後悔しており、今後は天子を無闇に疑おうとせず困っていたら迷わずに助けるのを誓っていたため、ルシオの歓迎会の飾り付けを壊した濡れ衣を着せられた天子を庇った。
一度、捻田と肉鱈のケンカを止めようとしたあまり暴力を振るい、そのことで周囲から責められ拗ねたもののグンショーから漢のウソを教えられる。うっかり殴ってしまった2人に謝っても許されなかったが、グンショーの影響で3日間一生懸命謝罪し続けようやく許してもらえた（以来、グンショーを「アニキ」と慕うようになる）。
6年生では、ある夏の日にリュウジが現れた際はドッジボールやゲーム、得意な腕相撲ですらリュウジに敗北し劣等感を覚えてしまうものの負けを認めたことで気が晴れ、リュウジと共に落書き犯へ立ち向かった。進級時に別のクラスとなった恵比寿・梶野とある放課後にゲームをする約束をしていたにも拘らず、結局茶刈たちとの急用を優先したせいで梶野とケンカに発展してしまうも、梶野のピンチにはゴクオーと共に駆けつけ、その後は梶野と仲直りした。
八百町合同クリスマス会の準備では、出摩小の児童である井ノ中に下級生たちへのサプライズとして用意していたお菓子を飾ったツリーを壊されるトラブルに遭い、一度はツリーのことを諦めるもネクストが新しいツリーを持ってきた（実際はキセキの力で修復していた）ことで元気を取り戻し、皆で協力してツリーを飾り付け直し予定より少々遅れながらも無事クリスマス会を開催、ツリーを虎丸や下級生たちに喜んでもらえて嬉しさを覚えた（その際に発生した最大限の喜びをネクストに奪われる）。
物語終盤では、6年2組の児童全員と共にゴクオーの正体を知るも天子のフォローもあって受け入れ、天子や児童全員で邪仏に追い詰められたゴクオーを助ける。決戦時もゴクオーをサポートした。
得意科目は体育、苦手科目は算数と家庭科。好きな給食はカレーライス（「ケーキにかけてだって食える」ほどの大好物）。

### 八百小学校
ゴクオーが転校してきた現世の小学校。ゴクオーのクラスは5年2組→6年2組。初登場した児童や教師たちはその後も度々登場している（一部除く）。

#### 5年・6年共通
尼里 ゆめ（あまさと ゆめ）
天子の親友で、ゴクオーたちのクラスメイト。クラスのお姉さん的存在で男子の注目の的でもある。
ある時にはケンカしてしまった番崎と梶野を仲直りさせる自信がなかった恵比寿を激励するなど、面倒見のいい一面を見せた。
得意科目は体育、苦手科目は社会。好きな給食はナポリタン。
平近 鉄平（ひらちか てっぺい）
クラスの所謂お笑いキャラで、ゴクオーたちのクラスメイト。愛称は「ヒッチー」。坊主頭で、小文字の「L」の筆記体のような形をした眉毛が特徴。
いつも様々なギャグでクラスから笑いを掻っ攫う人気者だが、幼馴染ののりこだけは笑わせられていなかった。全然笑ってくれないのりこをどうにか笑わせようとネコカラスを無理やり利用した挙げ句にゴクオーの怒りを買ってしまい（実際に怒っていたのかは不明）地獄に送られるが、正直に罪を認めたこともあってか舌は抜かれなかった。その後はのりこが笑わなかった理由を知り、心の底から人を笑わせるのが楽しくなっていたことを明かした。
好きな給食はアジフライ。
学田 学（がくた まなぶ）
ゴクオーたちのクラスメイト。通称「ガク」。小柄な体躯をしており眼鏡をかけている。
生真面目な性格でウソが嫌い。植物クラブ所属で毎朝花の水やりをした後で予習復習を行なっているが、江里戸には今一歩成績で勝てず嫉妬している。クラスで一番早く登校しており、習字が得意。これを田ノ上に利用され、罪を擦り付けられかけた。
ウソは悪いものだと思っており、ゴクオーのことも嫌っていた。しかし生真面目すぎたのが原因で、乱暴者として知られている6年生の2人組に植物クラブの花壇を荒らした犯人として罪をなすりつけられる窮地へ陥ったが、ゴクオーに助けられたのを機にウソへの認識を少しだけ改めた。
好きな給食は焼きさけ、カレーうどん。
名前の由来は「学ぶ」。
石豆 タグル（いしまめ タグル）
ゴクオーたちのクラスメイト。温厚な性格。
ある日、うっかりボールに乗ってパンクさせてしまい、その罪を北星に擦り付けようとしたがゴクオーにウソを見破られる。一部始終を見ていたサタンに地獄へ連れて行かれ（ネコカラスが地獄に送ろうとしたが先に介入したガマブクロウが送った）、現世地獄化の第一歩として人の悪口しか言えない舌を与えられかけるが、すんでのところでゴクオーに舌を抜かれた（しかし、実はこの事件はゴクオーにナナシノの存在を気付かせないようわざと起こしたものであり、後にゴクオーから見破られている）。
6年生ではあることがきっかけで千十郎の友達になる。実は幼少期からナナシノに取り憑かれており、心の中で出会った後は友達となっていつも一緒に遊んだり話をするなどしていた。また、ゴクオーがナナシノの潜伏先を知った際は千十郎を利用し、彼にゴクオーを「閻魔」と呼ぶよう入れ知恵したり（千十郎には口止めさせている）、屋上からオーラを千十郎に向け降り注ぐことで彼がナナシノだとミスディレクションさせるようゴクオーへ仕向けていた。
ナナシノに取り憑かれていることがゴクオーの推理で明かされると、一時分離したナナシノがいないことに気付いて涙しながら前述のナナシノとの経緯を天子たちに話した。その後はゴクオーとの決戦の末に改心したナナシノと別れることとなり、ナナシノが転生してからは彼に関する記憶は消えているが、当日産まれた弟の喜生（）に感極まり「いいお兄ちゃんになる」と誓った。
彼の名前をアナグラムで並べ替えると「タマシイメグル（魂廻る）」になり、ナナシノの存在と関連付けるような文章となる。
好きな給食はわかめごはん。
晴山 チコ（はれやま チコ）
ゴクオーたちのクラスメイト。
しばおという柴犬の子犬を飼っている。6年生では不注意からしばおがいなくなってしまい、その際に天子とゴクオーに助けを求め、さらには他人の女性からしばおを奪われかけるもゴクオーの助力で無事にしばおを取り返した。その後己の責任から反省し、しばおにとって良い飼い主になるために改めて犬の飼い方について勉強することを決意した。
一久世が女子に人気という話題が挙がった際は、「江里戸の方がカッコいい」と言っていた。
好きな給食は唐揚げ、鶏そぼろごはん。
乙赦 マリエ（おしゃ マリエ）
ゴクオーたちのクラスメイト。
6年生では勝木と共に「6の2ギャルコンビ」と呼ばれている。
ある日に一久世が何気なく発した一言で勝木とケンカすることになり、それに味を占めた一久世が「ウソの噂」を流してケンカをさせるきっかけとなってしまった。
京都での修学旅行では自身らが一番騒いでいたのにも拘らず、お土産店で騒いでいた2組を叱った皆見の前で勝木と共に反抗的な態度を取るなど場の空気を乱していた。同じく修学旅行で京都に来ていた洞小学校の児童3人に、展示してあったニッキィくんの巨大マスコット人形の親指を破損させた濡れ衣を着せられ、さらに引率していた夕日向から「悪い子たちだ」と言われ疑いを向けられてしまう。それでも酷いことを吐いたにも拘らず自分たちを庇ってくれた皆見に感銘を受け、ゴクオーをはじめとしたクラスメイトによって疑いをかけた洞小の児童3人が木刀で破損していたことを暴いたおかげで疑いが晴れた。その後は自分たちを助けてくれた皆見に感謝しつつ謝った。
好きな給食は白玉ぜんざい。
名前の由来は「おしゃま」。

#### 5年2組
恵比寿 正宗（えびす まさむね）
ゴクオーたちのクラスメイト。
番崎の手下的存在で5年時には常に行動を共にしていた。強い存在に憧れを抱く小心者で普段はあまりパッとしないが、番崎や梶野との友情を大切にしたり、2人がケンカに発展した際は何とか仲直りさせようと苦悶したりなど、友達想いな一面を見せている。
大人気のおもちゃ「昆虫メダル」のレアメダル・ヘラクナイトの2枚目を出した時は皆からチヤホヤされ得意になっていたものの、調子へ乗っていたのが災いして中学生のメダル5枚と交換するというウソで奪われ、交換を約束していた番崎に絶縁されてしまう。だがゴクオーと協力してメダルを取り返し、番崎ともヨリを戻した。
6年生ではゴクオーとは別の4組になっている。
得意科目は社会、苦手科目は理科。好きな給食は唐揚げ。
梶野 伸行（かじの のぶゆき）
ゴクオーたちのクラスメイト。
恵比寿同様、5年時には番崎とはよく連んでいた。「ゲーム」と名の付くものなら何でも得意で、自他共に認める「ゲームマスター」。
ある日、話題のゲームである『クエストクエスチョン』を買いそびれ、ゲームマスターとしてのプライドが災いして番崎たちに「既に買った」とウソをついてしまった。その後もウソをつき続ける内に積み重なったウソに恐怖を覚え、ゴクオーにウソのつけない舌を与えられた時はウソを見破ってくれたことに感謝していた。
6年生ではゴクオーとは別の4組になっており、故に番崎とは異なるクラスにされたことを落ち込んでいた。上記の約束の件では番崎とケンカに発展後、20年ぶりに小学校での友人と会い話していた父から「ケンカをすることで一番いけないのは、そのまま会わなくなってそれにより繋がっていたものが全て無くなってしまうこと」を教えられ、ゲームセンターで高校生たちにハメられかけるも駆け付けたゴクオーと番崎に助けられた後、改めて番崎と仲直りした。
得意科目は算数、苦手科目は家庭科。好きな給食はラーメン。
名前の由来は「カジノ」「福本伸行」。
茂部 美知代（もぶ みちよ）
天子の親友で、ゴクオーたちのクラスメイト。
天子からは「みぃちゃん」と呼ばれている。明朗快活なムードメーカーで、ビーズアクセサリー作りが得意。5年生時に八百小に転入してきた（ゴクオーよりは先に転入している）。
かつて八百小に在籍していたリヨが八百町へ遊びに来た時は、仲が良かった天子とリヨの関係を見てそれらに対する孤独感からリヨが置いていった（実はわざと外していた）リボンを盗ってしまう。リボンを返せなくなった状況からごまかしていたがゴクオーにウソを見破られ、リヨと共にウソのつけない舌を与えられた。事件解決後、天子へ謝罪しリヨとも和解した。
6年生ではゴクオーとは別の4組になっている。
得意科目は図工、苦手科目は理科。好きな給食はグラタン。
戸屋 ススム（どや ススム）
声 - 中島ヨシキ
学校一のスポーツマンで、ゴクオーたちのクラスメイト。
常に鼻に絆創膏をつけている。
1年前の授業で跳び箱から落ちて以降跳び箱が怖くて跳べず、怪我をしたとウソをつき体育を見学してさらに跳ぼうとしている天子へ妨害工作を働いていたが、ゴクオーに見破られウソのつけない舌を与えられ、皆に本音を吐き最後は許してもらえた。
運動会ではスポーツマンシップを発揮し、ゴクオーの口車に乗せられ卑怯をしようと過ぎった番崎や白組の男子を説得して、心がバラバラになりかけていた白組へ発破をかける奮闘ぶりを見せた。
6年生ではゴクオーとは別の1組になっている。邪仏編ではゴクオーの正体を知るも受け入れ、同じくゴクオーを受け入れた元5年2組の児童全員と共に駆けつけ、邪仏と対決するゴクオーをサポートした。
得意科目は体育、苦手科目は国語。好きな給食は鳥のササミのゴマ和え。
名前の由来は「ドヤ顔」。
中底 正（なかぞこ ただし）
ゴクオーたちのクラスメイト。掃除委員所属。
とにかく間が悪いものの、熱心に掃除や飼育をこなす影の努力家。押結にハメられ給食のカレー鍋を落としカレーをこぼしてしまった際は、ごまかそうとしていたがゴクオーに見破られ謝罪した。
掃除委員をこなしていた時に同じ委員の磨巾から度々仕事を押し付けられ、それを強く言い返せなかったのもあってゴクオーに自身の間の悪さを吐露していた。そして日々の努力が評価され教育委員会に掃除のやり方を教える役割を担うことになり、それがきっかけとなった磨巾との騒動時はゴクオーの助けもあって難を逃れる。事件解決後、磨巾へ「気まずくなりたくないから」と一緒に説明会をやろうと誘う配慮を見せ、結果としてクラス全体から称賛された。
6年生ではゴクオーとは別の1組になっている。
好きな給食はハヤシライス。
押結 典介（おむすび のりすけ）
ゴクオーたちのクラスメイト。
カレー鍋の持ち手に液体石鹸を塗り、中底にカレーをわざとこぼさせた。実は食欲に負け給食のカレーをつまみ食いしすぎて量が少なくなってしまったため、ごまかそうとしていた。だがゴクオーに見破られてウソのつけない舌を与えられ、自身の行いを白状した。
幼馴染のヒサエと一緒にいた時、4組の3人から彼女との仲を揶揄われさらには物を隠されるといったいじめにも遭うが、ゴクオーに助けられた。
6年生ではゴクオーとは別の1組になっている。
好きな給食は手巻き寿司。
名前の由来は「おむすび」「海苔」。
生家 伸（なまけ しん）
ゴクオーたちのクラスメイト。
勉強嫌いで、母親から塾に行かされないよう江里戸へ人気ホビー「ベイ丸」と引き換えにテストでカンニング（テストに互いの名前を書く）させてくれと頼み込んだ。しかし、ゴクオーに中途半端なウソを完璧にするためとして勉強させられた（互いの点数がいきなり変わると怪しまれるため）。カンニングには成功したがテストの返却時に皆見先生から褒められ良心や不安に潰されかけるが、結果的にはテストで100点を取れた。その後ゴクオーに舌を抜かれそうになるが、もう気まずいウソはつかないと本心で話して免れた。その後は江里戸から勉強を教えてもらい、少しずつではあるが学力を上げている。
6年生ではゴクオーとは別の3組になっている。
好きな給食はコロッケ。
名前の由来は「怠ける」。
江里戸 秀一（えりと しゅういち）
ゴクオーたちのクラスメイト。
クラス一の秀才で、人当たりも良い。児童会では書記を担当しており、6年生が児童会を引退した後は児童会長に就任している。
生家のカンニングにベイ丸と引き換えで加担したがゴクオーに良心を揺さぶられ、舌を抜かれかけるも生家と共にもう気まずいウソはつかないと本心で話して免れた。その後は生家に勉強を教えていた。
家では母親を「ママ」と呼んでいる。一度は田ノ上の嫌がらせでクラスにこのことをバラされ最初は笑われたが、田ノ上と和解してからは笑われていない。
そして、塾の講師である壁心が原因でおちこぼれ軍団4人（ゴクオー・番崎・田ノ上・平近）と険悪になりかけたが、ゴクオーたちにウソをつかれた甲斐もあって関係の修復に成功した。
6年生ではゴクオーとは別の3組になっている。
好きな給食はハンバーグ。
名前の由来は「エリート」「秀才」「一番」。
内見 のりこ（うちみ のりこ）
おっとりとした美少女で、ゴクオーたちのクラスメイト。愛称は「ノンコ」。家が獣医経営で、動物が好き。飼育委員所属。平近と幼馴染。
1年前、平近が先生を「お母さん」と呼んでしまったことをギャグでごまかして以来、無理してお笑いキャラを作っていると思い平近のギャグに我慢して笑いを堪えたり面白くないとウソをつくなど、笑わないようにしていた。だがゴクオーにウソを見破られ平近と共に地獄送りとなり、軽めに舌を抜かれた（この場合は平近に真意を気付いてもらうため）。そして真相を話すも、平近は本当に人を笑わせるのが楽しくなっていたことを知り最後は平近のギャグで顔を綻ばせた。
6年生ではゴクオーとは別の3組になっている。
好きな給食はシチュー。
壱兆 金太郎（いっちょう きんたろう）
一流会社社長の御曹司で、ゴクオーたちのクラスメイト。丸眼鏡を掛けている。お調子者でチャラめのお金持ちキャラだが、それ故に嫌な奴と思われることを恐れている。
休み時間の最中に誤って学校創立時に作られた彫刻を壊してしまい、嫌われたくないがためにその場へ居合わせた梶野・中底・押結に前日窓ガラスを壊した時のようにお金でウソを買おうとした。しかし、その一部始終をゴクオーに見られてやむなくゴクオーへ罪を擦り付けようとしたがゴクオーの策にハメられ、ウソのつけない舌を与えられた。なおもお金を利用して逃げ道を作ろうとしたものの、皆見から平手打ちを受けて事の重大さに気付き号泣しながら謝罪。そして皆が彫刻を直すのを手伝うと宣言し、元気を取り戻した。
6年生ではゴクオーとは別の3組になっている。
好きな給食はチキンライス。
名前の由来は「一兆円」「お金」。
雨地 堅太郎（あめち けんたろう）
ゴクオーたちのクラスメイト。
勉強も運動もそれなりにできるが、集団での競技となると迷惑をかけたくないあまり過敏になっていつも失敗してしまう。
1ヶ月間の縄跳び大会期間中にも皆の足を引っ張り、肉鱈と4組の一同から馬鹿にされていた。自身がいなければ勝てると、皆にウソをついて縄跳びをズル休みしたもののゴクオーにはバレてしまった。ゴクオーと対話する内にクラスメイトから自身への応援はウソで本当は邪険にされているといったことを口走り、未熟なウソへ苛立ちを覚えたゴクオーに舌を抜かれ皆にズル休みだったと話してしまうが、同時に自らもクラスの一員でいたいと本心を話して許された。
そこに現れた肉鱈らと2組の児童たちとの間で始まった雨地は縄を跳べるか跳べないかの口論の中、ゴクオーにどちらがウソツキか決めるのは自分自身だと諭され心が揺らいだものの、最終的に跳べると励ましてくれた2組の方を信じ肉鱈らを振り払って勇気を出し縄を跳んだ。ゴクオーにももう嫌なことからは逃げないと誓った。
以前、跳び箱が跳べなかった天子を応援していたことがある。
6年生ではゴクオーとは別の4組になっている。
好きな給食はカレーライス。
名前の由来は「雨降って地固まる」。
三白 彩菜（みしら あやな）
ゴクオーたちのクラスメイト。
美味しいと評判の定食屋の娘で自身も手伝いをしているが、店自体はオシャレとは言えずいつクラスメイトが来るのか分からないため、家業の手伝いを恥ずかしがっていた。ある日、たまたま店へ食べに来たクラスメイトの北星（）に料理を褒められ、恋心を抱き始める。
調理実習の際、北星が自身よりも彼と同じ班だった盛杉（）の料理へ興味を示していたことに嫉妬の念を向け、自身の班の鍋へインスタントコーヒーをひたすら入れた上で食器器具を落とし、拾うフリをしてゴクオーら3班の鍋と自身の班である4班の鍋をすり替えるも、ゴクオーにウソを見破られウソのつけない舌を与えられた。自白した後は皆見や盛杉の協力でカレーを作り直し、料理を行う上で大切なことに気付き和解した。その後は実家の手伝いを恥ずかしがらずできている。
6年生ではゴクオーとは別の4組になっている。
好きな給食はフルーツポンチ。
名前の由来は「ミシュラン」「三白眼」。
田ノ上 歩（たのうえ あゆむ）
ゴクオーたちのクラスメイト。
勉強も運動も全くできないが、いつも笑っていられる。番崎などから何か言われる度に江里戸から庇ってもらっていたが、その度に自身が周りよりも下の存在だと思い知らされ内心では嫌悪感を抱えていた。両親が共働きのため家ではアイロンがけや洗濯物干し、弟の世話やおやつ作りまでやっている。
ある日、ゴクオーや学田と共に江里戸の家で雨宿りしていた際に江里戸が母親のことをママと呼んだのを聞き、書き初めに書いてクラス中にバラした。江里戸へ嫉妬していた学田にこの濡れ衣を着せようとしたが、ゴクオーに見破られウソのつけない舌を与えられた。
これまでの笑顔から一転して恐ろしい形相で自白した後、江里戸から自身でもできないことを普通にできている田ノ上を尊敬していた故に庇っていたことが明かされ、それを受けて江里戸・学田と和解した。その後は迷惑をかけたお詫びとして江里戸・学田をホットケーキパーティに招待している。
6年生ではゴクオーとは別の4組になっている。
好きな給食は肉じゃが。
鉄谷 真吉（てつたに しんきち）
ゴクオーたちのクラスメイト。
1年生から一度も学校を休んだり早引きした経験がなく、自身の良い所だとして自慢するほどの元気者。しかし調子に乗ったのが原因で、風邪を引いてしまう。翌日は皆勤賞のため風邪をごまかしながら登校するが、隣の席だった背花へうつしてしまいクラスメイトにも風邪を引いていたことが露見する。そこで保健室から貰ってきたシップを脇に貼り熱を抑えてごまかそうとしたが、体温計にシップの臭いがついていたためゴクオーに見破られ、ウソのつけない舌を与えられた。実は皆勤賞を狙っていたのは自身のためでなく、ぜんそく持ちの妹・エミ（クラスは4年1組）を励ますためだったことなど全てを話し、さらには背花から本当の良い所を書いた紙を渡されて自らの行いを反省した。その後は背花と共に早退、その日の夜にはエミに背花から渡された紙を見られており照れていた。
6年生ではゴクオーとは別の3組になっている。
好きな給食は牛すき。
背花 すみれ（せばな すみれ）
ゴクオーたちのクラスメイト。
演劇クラブ所属で、劇中では主役を多く演じさせてもらっている。
皆見から隣の席の人の良い所を挙げる紙を渡された際、妹のためとして風邪を痩せ我慢していた鉄谷からうつされてしまうも、最後には白状した彼を許すと同時に鉄谷の良い所を記した紙を手渡した。
宝塚に憧れており『シンデレラ』で王子様役を務めるが、クラスが注目したことで登垣から嫉妬心を向けられ当日には後述の理由で登垣にキツく当たってしまい、罠にハメられた。その後は登垣とも和解、劇を成功させた。
6年生ではゴクオーとは別の1組になっている。
好きな給食はツナサラダ。
登垣 光子（とがき みつこ）
ゴクオーたちのクラスメイト。
背花と同じく演劇クラブ所属で、普段は地味で劇中でも脇役ばかりやる機会が多かったものの5年2組の劇ではシンデレラ役を務めた（シンデレラ役の立候補が誰もおらず、演劇クラブにいた彼女を皆見が推薦した）。
劇当日にはクラス全員分のお守りを作ったが、うっかり家に忘れてしまいそれを取りに戻る途中転倒して時間ギリギリで来た上、主役らしからぬ傷だらけの状態だった彼女へ苛立った背花から叱責されたことで、以前から溜めてきた嫉妬が爆発した。
劇本番では、馬の被り物を用いて変装した上に反対の舞台裏には劇で使っていたネズミの全身タイツを置き、自身の得意な皆見の声まねを利用して背花にネズミの全身タイツを踏ませ故意に転倒させた。しかし皆見先生は本番中の舞台裏にいないこと（彼女本人はずっと体育館入口にいた）、そして自身が被っていたティアラの宝石の1つが馬の被り物に入っていたことからゴクオーにウソを見破られ、ウソのつけない舌を与えられた。
ウソのつけない舌を与えられてもなお「こんなクラス大嫌い」と吐き捨てたが、ゴクオーにお守り袋を突きつけられ自身の本心に気付かされる。その後は背花たちとも和解、協力して劇を成功させた。
6年生ではゴクオーとは別の1組になっている。
好きな給食はミートソース。
名前の由来は「ト書き」。
高良 ヒサエ（たから ヒサエ）
ゴクオーたちのクラスメイト。
ある日風邪気味で早引きをし保健室で少し休んで帰ろうとしたところ雨が降ってしまい、傘を持っていなかったため、押結から新品の折り畳み傘を借りてもらい帰宅した。
次の日風邪は完治して押結に傘を返却し、貸してくれたお礼として彼が欲しがっていた鉛筆をプレゼントした。しかし4組の3人組に揶揄われ恥ずかしながらも3人を無視したが、それ以上に恥ずかしがっていた押結から傘と鉛筆を捨てていらないと言われてしまう。その後二度の過ちから己の間違いに気づき謝罪した押結を受け入れ、玄関で鉛筆と傘を探すも先程の3人によって隠されてしまういじめに遭い、ゴクオーのウソ暴きと傘に入れたメッセージが証拠となったことで無事に取り戻せた。
なおヒサエの名字について作者のツイートでは高良(たから)だが、完全版の3巻では中島(なかじま)となっている。
6年生ではゴクオーとは別の3組になっている。
好きな給食はくるみパン。
流 清美（ながれ きよみ）
ゴクオーたちのクラスメイト。
天子に化けたガマブクロウがルシオの歓迎会の飾りを壊していたのを中底・江里戸・三白と共に目撃し、目撃者の1人として名乗り上げた。
6年生ではゴクオーとは別の4組になっている。
好きな給食はエビピラフ。
左丹下 ルシオ（さたんげ ルシオ）
5年2組に転入してきた左丹下校長の親戚。
実は作戦に失敗続きのサタンが人間は「悪」ということをゴクオーに思い知らせるため、ガマブクロウの力で人間の少年へ変化した姿（サタンはガマブクロウが化けている）。箸乃木が事件を起こした際は彼に協力すると持ちかけ、様々な証拠を隠滅しゴクオーのウソ暴きを邪魔するも一枚上手だったゴクオーに騙され、自らの手で証拠を露見させてしまう。
また、固水教頭の悪事に加担したり、図書委員の野秋にウソ事件を引き起こさせたり、自身の歓迎会の前日には天子の心を悪に染まらせるため天子へ化けたガマブクロウに飾りを壊させたりなども働いた。
変化していたサタンがゴクオーとの決戦の末に孤地獄無期懲役となり、表向きは校長の仕事の都合で外国へ引っ越したという形で5年2組から去るも、ゴクオーがウソで用意した謝罪といつかまた会えるといった旨の手紙が読まれ、5年2組の仲間として受け入れられた。
邪仏との決戦時、サタンはゴクオーの頼みによりこの姿で登場。ゴクオーをサポートした。

#### 6年2組
旧・5年2組を除いたゴクオーの新しいクラスメイトを下記に列挙する。5年時から登場しているキャラクターは磨巾・二子利のみ。
形銭 千十郎（かたぜに せんじゅうろう）
八百小に転校してきた、リーゼントと1か所だけある金歯が特徴の少年。
刑事の息子で、ウソ事件を率先して解決しようとしておりその度にいつもゴクオーに手柄を取られているため彼のことをライバル視してはいるが、ある事件で協力してウソを暴いた後は素直に感謝を伝えるなど内心では彼を認めている節もある。また、刑事について語り出すと話が長すぎるが故ほとんど人がいなくなる。なぜかゴクオーの正体を知っており、気安く「閻魔」と呼んでいたがそれについてはある約束（詳細は後述）があるため答えなかった。一人称は「ボキ」。
父親の仕事の都合で転校を繰り返しており、2つ前の学校では刑事ドラマの話で仲良くなった児童がいたが、転校後は自身の書いた手紙が読み切れないのが原因で事実上絶交宣言されてしまい、それがきっかけで友情は続かないことを悟り「友達はいらない」とまで断言していた。しかしある事件で石豆が疑われた時は、「友達を作ることを恐れるな」という父親の言葉を胸に（ゴクオーの手助けもあって）石豆の無実の罪を晴らし、彼と友達になった。
時折常人とは思えないオーラを放つ時があったが、それは石豆へ取り憑いたナナシノが上から降り注いでいたものだった。そしてゴクオーを閻魔と呼んでいたのもナナシノから唆されており、約束としてそれをずっと黙っていた。ナナシノが転生してからは石豆同様彼に関する記憶は消えている。
得意科目は社会、苦手科目は家庭科。好きな給食はカツ丼。
初期案では人間ではなく天国からの刺客として登場する予定であり、表記も「センジュウロウ」であったが、その役割はユーリィが受け持つ形となった。
名前の由来は「銭形平次」。
茶刈 しげる（ちゃかり しげる）
元・5年4組の児童で、ゴクオーたちの新たなクラスメイト。
明るいお調子者。そのくせかなりのトラブルメーカーで、6年生初日でも花瓶が割られていたことで教室に1人いた彼に疑いが掛けられ、その際に一度は割って入ったゴクオーを快く思っていなかったが、ゴクオーのウソ暴きにより疑いが晴れた後はゴクオーを尊敬・彼と友達にもなりたいと思い始め、「ゴクさん」と慕うようになった。同時に番崎とも（番崎のことは「バンちゃん」と呼んでいる）よくつるむようになったためか、番崎に次ぐ男子児童のレギュラー的ポジションを確立することとなる。
夏休みの登校日、宿題の絵の仕上げで使った絵の具を片付けている最中に番崎の落としたハンカチを手についた絵の具を拭くことに使ってしまい、番崎から詰め寄られ必死に謝りハンカチを弁償するとも話したが、その際に「汚れきったばっちぃハンカチ」などとハンカチを悪く言ってしまい番崎の怒りを買って殴られ、クラスメイトからも同情してもらえなかった。番崎と仲直りするべくゴクオーに助けを求めたが、ゴクオーからは自身の胡散臭さを指摘される。逆ギレしてゴクオーに襲いかかるも、「悲しいウソツキ」と評された上で逆に地獄へ送られウソのつけない舌を与えられた。
ケンカ・1人ぼっち・仲間外れが怖かったため、適当な性格でいれば自然と人が集まってくるから安心していたことなどを自白したもののなおも己を省みようとしなかったが、その場にいた天子から番崎のハンカチは虎丸から誕生日プレゼントとして初めて貰ったものだと教えられ自身を少々見つめ直し、代わりのハンカチを買うべく色んな店を回るも見つからず、最後に入った店ではお目当てのハンカチが1枚だけ残っていたのを見つけたが別の子供もそのハンカチを欲しがっていて、引っ越す友達にあげたい旨を聞いて自身がハンカチを探し回っていたのは自身のためだったと気付き、その子供へハンカチを譲った。その後は番崎に本心から謝罪し許してもらえたものの、適当な性格は相変わらず治っていない。
得意科目は国語、苦手科目は算数。好きな給食は焼きそば、カレーライス。
名前の由来は「ちゃっかりしている」。
味本 士郎（あじもと しろう）
ゴクオーたちの新たなクラスメイト。
食に並々ならぬこだわりを持ち、給食を残す児童は許せない。食べ物に関する知識も豊富で将来は美食家を志望している。実はしいたけが苦手で、今までしいたけソテーの日だけは早引きや仮病を使ったりしていた。
ある日のしいたけソテーが出る前日も、足並から食べ物の好き嫌いを無くす方法を教えるよう頼まれたが「教えても無駄だ」と断り、当日に前もって買っておいた牛乳パックにしいたけを隠し、持って帰って母親に細かく切ってもらおうとした（そのせいで気が引けて足並らが給食を残すことを怒れなかった）。だがゴクオーに見破られてウソのつけない舌を与えられ、しいたけの歯ごたえがどうしても好きになれなかったことを白状した。その後は天子たちに、なぜ嫌いなのか研究することを提案された上で励ましを受けた。
好きな給食は白米。
名前の由来は「味の素」『美味しんぼ』の「山岡士郎」。
足並 大地（あしなみ だいち）
ゴクオーたちの新たなクラスメイト。
食べ物の好き嫌いが多く、給食を大の苦手とする。
ある日の体育の50m走では赤花と3回連続で同タイムを出し、クラスメイトからライバルと呼ばれる反面クラスから足並の方が勝てそうだと囁かれたり、陰ながら赤花以上に努力しているためそれらを知った赤花を焦らせ、彼の靴の紐を切ってまともに走れなくしたという無実の罪を着せられる。真実を話した赤花からなぜそこまで練習を頑張れるのかと聞かれた際、赤花をライバルだと認めていることや彼に勝ちたかったからだと答え、反省した赤花と和解した。
好きな給食はすき焼き。
名前の由来は「足並み（を揃える）」。
一久世 優（ひとくせ ゆう）
ゴクオーたちの新たなクラスメイト。
勉強も運動もできる優等生で優しい性分だが、本人もそれを自負している節があり周りが自身のキャラを定着させていることに不満を覚えていた。
ある日に何気なく発した一言が乙赦と勝木によるケンカへ繋がり、それに味を占め今度は故意に「ウソの噂」を流し磨巾と田塁を喧嘩させた。そして次に番崎と正道をケンカさせるため天子へ噂を広めるよう仕向けたが、ゴクオーの策にハマり天子も噂を広めていなかったためウソが暴かれ、ウソのつけない舌を与えられた。その後はクラスメイトの前で涙ながらに本音を吐露し、投げやりになるも最後はありのままを認めてもらい、皆と和解して噂騒動も終結した。
以来は自身の本心を皆に見せるようになり、いつもポヤっとしている湯種やチャレンジに多くの出費を重ねた飯音を心配したり、全てを話した飯音を湯種と共に励ましたりしていた。また、ゴクオーを恨んでいた磨巾に対しても拙井と共に宥め、心からの反省やゴクオーに感謝の思いを伝えていたことを明かした。
好きな給食はミートソース。
名前の由来は「一癖（ある）」。
正道 拳（せいどう けん）
ゴクオーたちの新たなクラスメイト。
空手をやっており、大会で3年連続優勝を果たすほどの実力者。一久世のウソを暴くため番崎とケンカしているフリをして一役買った。
時目に憧れており、怪我をしたところを心配してくれた優しさに惚れて「時目すゎん」と呼んでいる。しかし彼女が優勝カップを壊したところを目撃してしまい、このまま黙っているよう頼まれたため最初時目に疑いがかけられた際には彼女を庇っていたが、ゴクオーの言葉で「重要なのは真実だ」と気づき自身の行いを後悔し始める。時目から罪を被るよう泣きつかれたが、己を殴ってまでも葛藤を振り切り時目へ真実を話すよう促した。時目が白状した後、自身も優勝カップは努力や周囲の想いが詰まった大切なものだと彼女に伝え、時目から謝罪を受けた後は精神を鍛え直すべく彼女と共に特訓をするようになる。
好きな給食はけんちん汁。
名前の由来は「正道」「拳」。
拙井 信二（つたない しんじ）
ゴクオーたちの新たなクラスメイト。
本来はドッジボールの実力者であったが、以前顔面にボールをぶつけられたのがトラウマでドッジボールが怖くなり、他のメンバーへボールを渡すようになっていた。球技大会当日も独り善がりの消極的なプレーに終始していたが、ゴクオーからそれを大罪と見做されウソのつけない舌を与えられた。
その後、ぶつけられたからというのは虚偽で、本当は1年前に箱入の顔面へうっかりボールをぶつけて怪我をさせてしまったことから、また誰かを怪我させてしまうのではないかと恐れてボールを投げることができなくなってしまったことを自白した。しかし箱入の勇気とクラスメイトの励ましで本気を取り戻し、2組を優勝に導いた。
修学旅行では父親から預かったカメラを2人の中年男性に盗まれるが、ゴクオーとネク助の活躍により取り戻し、最終日のお土産を買う時はそのカメラで撮った写真で、乙赦と勝木の容疑を晴らすことに協力し、最後は記念写真を撮った。
好きな給食はから揚げ。
名前の由来は「拙い」。
箱入 姫乃（はこいり ひめの）
ゴクオーたちの新たなクラスメイト。
拙井とはいわゆるご近所さん同士の関係。1年前、拙井にボールをぶつけられ鼻血が止まらずに気が動転していたあまり、拙井はわざとやったのではないとすぐに言えなかった。球技大会では拙井の自白を聞いて獣田が投げたボールから拙井を守り、彼を励ました。
好きな給食はフルーツゼリー。
名前の由来は「箱入り（娘）」。
湯種 杉照（ゆだね すぎてる）
ゴクオーたちの新たなクラスメイト。
ケンカや揉めごとを嫌うのんびり屋でいつもポヤっとしており、周りに流されやすく騙されたりもするが本人は然程気にしていない。
ある日、隣に住んでいるカーにぃちゃんから貸してもらった玩具『ハンドスピピー』を、昔同じ塾だった暴若に脅され奪われた。それをカーにぃちゃんに漏らして彼の愛想を尽かし失望した目を見て、自身の適当な性格を反省しスピピーを取り戻すため初めて怒りを露わにして暴若へ立ち向かった。その後はゴクオーの協力のおかげで（壊れていたものの）スピピーを取り戻し、カーにぃちゃんとも仲直りした。
好きな給食はビーフン。
名前の由来は「委ねすぎてる」。
飯音 聡（いいね さとし）
ゴクオーたちの新たなクラスメイト。
昆虫が大好き。一久世や湯種とは5年生の時も同じクラスだった。
ある雨の日に人気ユーチューバーのキンキンと偶然出くわし、キンキンから弟子と認められたことをゴクオーたちに話す。キンキンに影響されて自身も動画制作を始めるもその動画はどれもお世辞にも面白いとは言えないものだったため、つまらないとゴクオーにも笑われた。しばらくして「チョコバード」というお菓子の当たりが出るまで50箱ひたすら開けるというチャレンジを行うが全く当たりが出ず失敗、落ち込んでいた時に平近がチョコバードの当たりを出したのを見て彼に頼み込みチョコバードの当たりを譲ってもらい、それをあたかも最後の一箱で己が当てたものであるかのような動画を作って皆を騙そうとするが、ゴクオーに見破られウソのつけない舌を与えられた。
その後、キンキンの弟子というのはウソであり、彼に会えて調子に乗っていただけだったことや前述の不正行為も含めて真相を話し、また自身の動画を見た皆も楽しそうじゃなかったと本音を漏らすも、一久世と湯種から自身が本当に楽しいと思うことをやったらどうだと励まされ、数日後には昆虫の不思議を紹介する新たな動画を作って楽しく見せていた。
好きな給食はハンバーグ。
名前の由来は「（SNSの）いいね」。
時目 希（ときめ のぞみ）
ゴクオーたちの新たなクラスメイト。
可憐な顔と仕草で男子からは大人気。表向きは心優しい性格でいつも笑顔を絶やさず怒ったこともないらしいが、本性は態度と口が少しばかり悪く、か弱いフリをして他人を利用している。
ある日の体育の授業後、正道の優勝カップを誤って壊してしまい慌てて直していたところを正道に見られ、得意のアピールで黙っているよう口止めしたが最初に教室に戻っていたのが自分だったことから疑いがかけられる。ウソ泣きをして周囲の同情を買おうとするもゴクオーからは「涙は関係ない、重要なのは真実だ」と一蹴された。直後に凄まじい形相で本性を露わにしてまでごまかそうとし、挙句の果てに正道へ罪を被るよう泣きつくもゴクオーの言葉で考えを改めた彼から真実を話すよう突き放され、その怒りから自身の所業を大声で白状してしまう。ウソのつけない舌を与えられた後は、正道から優勝カップは努力や周囲からの想いが詰まった大切なものだと知らされ、ようやく自らの過ちを後悔しながら彼に謝罪した。
その後は本性を曝け出すようになり、さらには正道と共に精神を鍛え直すべく特訓するようにもなったが腹黒い一面は健在の様子。
好きな給食はまぐろの竜田揚げ。
名前の由来は「ときめき」。
尾局 静（おつぼね しずか）
ゴクオーたちの新たなクラスメイト。
厳しく口うるさいが、情に厚く涙脆い一面も持つ。リーダーシップがあり、面倒なことも優先して引き受けたり他人を心配して気遣うなど面倒見のいい面も併せ持っている。正道の優勝カップが壊された際は最初に教室へ戻った時目を疑い、その際彼女に騙されて動揺するも真相が判明した時には時目を責めつつも、一斉に非難する男子たちに対し「元はといえばあなたたちが甘やかしてたからでしょ」と叱りつけた。
ある日、髪型を変えた木軽をイジっていた番崎と茶刈や、彼らが謝っていたことを指摘したゴクオーと天子まであれやこれやと叱りつけ「いつも正しいのは自分だけ」と自負していたが、体育の後で木から降りられなくなった2年の寄道を助けた際に「フェンスに登ってはいけない」という決まりを破ってしまい、それを隠すため決まりが書かれた貼り紙を剥がし寄道から助けてもらったと言われてもシラを切り続け、挙句の果てに彼をウソツキ呼ばわりした。しかしゴクオーに全てを見破られ、逆ギレして寄道を責め立て泣かしてしまいゴクオーからウソのつけない舌を与えられた。
最初は純粋に正しいことをしていたが、いつの間にか人の失敗・失言を探して人を叩くことが目的と化し他人も自分も正しくしていないと許せなくなったと打ち明けたが、責める（フリをした）ゴクオーから庇った寄道を見て自身の行いを反省し、謝罪した。
その後は正直な気持ちを持って掃除をサボった番崎と茶刈を叱りつけたが、番崎からは「あんまり変わってない」と思われた。
好きな給食は豆ごはん。
名前の由来は「お局様」。
田塁 一郎（だるい いちろう）
ゴクオーたちの新たなクラスメイト。
常にだるそうな目をしている。
ある日に『カシバトル』という漫画を自身の名前のアナグラムである「ウチダ・イルロイ」名義（なお、ウチダ・イルロイが名前のアナグラムであることはゴクオーに見破られている）でノートに描き教卓へ置き、大評判となるも、彼自身はカシバトルの作者とは恥ずかしくて名乗れずゴクオーがカシバトルの作者を騙っていた後垣のウソを暴く際、自身こそがカシバトルの作者だと告白した。
後垣が真実を話した後は画山に自分の描いた物には責任を持つように言い聞かせられ、後垣と和解した。その後はカシバトルの新刊を描いて皆に見せ（ペンネームが「ダルイ・イチロウ」になっている）、後垣・画山と協力してオリジナルのマンガ雑誌を作ることになる。
ある日、自信作として描いた漫画原稿を出版社へ持ち込むもボツにされてしまい、落胆するあまり自信を失い漫画家になる夢も諦めようとしていたが、テレビを見たことで興味を持ち試しに漫画を鉛筆で描いてきた赤花にGペンとインクを貸し、漫画の描き方を教えた。しかし描込によって盗まれた自身のインクで赤花の原稿が汚れてしまうも、悪態をついてくる描込に対し怒った赤花の言葉や打ち明けた描込の心情から、誰もが夢中になれる漫画を描ける漫画家になる夢ができたことでやる気を取り戻し、再び持ち込むための漫画として新たなカシバトルを執筆した。
好きな給食はアジのピリ辛ソース。
名前の由来は「怠（）い」。
画山 藤子（かきやま ふじこ）
ゴクオーたちの新たなクラスメイト。
半目が特徴の女子。将来は少女漫画家を志望している。後垣のことを知っているらしく彼がカシバトルの作者として6年2組に現れた際には、「こんなにマンガが描ける人だとは思わなかった」と感嘆していた。
後垣がカシバトルの作者という立場を利用して調子に乗っていることや彼の評判が悪くなっていることを知り、「読者は大切にして」と注意した際に「（後垣が）カシバトルの作者だとは思えない」と指摘したことで、逆ギレした後垣に自身の絵を汚されかけたところを番崎らに助けられた。
後垣が真実を話した後はカシバトルの本当の作者である田塁を宥め、また後垣と田塁が和解するよう2人の間を取り持った。その後は後垣・田塁と協力してオリジナルのマンガ雑誌を作ることになり、マンガの主人公は天子をモデルにしたいと天子本人に伝えていた。
好きな給食はにんじんしりしり。
名前の由来は「藤子不二雄」。
赤花 満（あかはな みちる）
ゴクオーたちの新たなクラスメイト。
鼻が赤いのと、数字の「３」のような形に描かれた口が特徴。足並と3回連続で同タイムを出しているためクラスメイトからライバルと呼ばれており、足並からもライバルとして認識されているが本人は自身の方が足並より速いと思っており、むしろ自身にとってのライバルは一久世だと認識している。また、秘密の特訓として毎日筋トレとランニングを欠かさずやっているなど努力家な面を持ち、クラスで一番速くなりたいという目標を掲げている。
クラスメイトが足並の方が勝てそうだと囁いていることや、現れたネクストに足並より多く練習しようとしてもその半分もできなかったと指摘されたことで、悔しさ・苦しみを覚えてしまい（その際に発生した最大限の苦しみをネクストに奪われる）、遂には足並に自身の靴の紐を切ってまともに走れなくしたという無実の罪を着せてしまうが、それをゴクオーに見破られてウソのつけない舌を与えられた。
自白後、足並から自分に勝ちたかったから努力していたことや生まれて初めてのライバルだと告げられ、自身の行いを反省して足並に謝った。
好きな給食はチキンカツ
名前の由来は「赤鼻」。
木軽 加菜（きがる かな）
ゴクオーたちの新しいクラスメイト。
髪型を変えた際に番崎や茶刈のボケにもノリツッコミで応えたり、ゴクオーのウソに対してもツッコミを入れるなどノリの良い性格。
好きな給食はフルーツポンチ。
名前の由来は「気軽」。
勝木 美冴（かちき みさえ）
ゴクオーたちの新たなクラスメイト。
6の2ギャルコンビの1人で乙赦と共に行動することが多い。
上述の件で乙赦とケンカし、張本人であった一久世が仲裁してもまだ仲は悪かったものの、事件解決後に仲直りした。
修学旅行では注意していた皆見に反抗的な態度を示していたが、洞小学校の児童3人から乙赦と共に濡れ衣を着せられた。最初は弁護する皆見に対して「自分たちは悪い子だから本気で助ける気がない」と思っていたが、「良い子でも悪い子でも2人の味方だ」と庇った彼女に感涙し、その後はゴクオーたちの活躍によって疑いは晴れ、味方してくれた皆見へ乙赦と共に礼を述べつつ謝った。
好きな給食はハッシュドビーフ。
名前の由来は「勝気」。
磨巾 光（まぎれ ひかる）
元5年3組の児童。成績優秀かつスポーツ万能で明るい人気者で、容姿も整っている。本人曰く非常に怖い高校生の兄がいるらしい。
中底同様掃除委員なのだが色々と理由を付けて中底に仕事を押し付け、ほとんど委員には参加していない。中底が掃除説明会の進行を任された時は、もっと人気者になるべく中底を脅して代表を入れ替え手柄を横取りしようと企てたが、ゴクオーにウソのプリントで騙されウソのつけない舌を与えられ自白した。一度は周囲から反省しろと言われて落ち込むも、中底の配慮によって一緒に代表をやる運びとなった。
6年生ではゴクオーのクラスメイトとなっている。以前は陽気でおちゃらけた性格であったが、上述の事件以降は尖った性格になってしまい、自身を陥れ恥をかかせたと思っているゴクオーを恨んでいた。ある日、空き缶をリフティングしたことで民家の窓ガラスを割った男性にたまたまその瞬間を撮った証拠の動画が入っている携帯を走行中の配達用バイクに向けて投げ捨てられた上、怒鳴りに来た男性住民の前で犯人扱いされた際、携帯を取り戻しに行っていた間で図らずもゴクオーが時間稼ぎしてくれていたのを見て、彼はただ目の前のウソを暴きたいだけのウソバカであったことを知る。事件解決後はこれまでの態度を悔い改めゴクオーに謝罪、以前の明るい性格へ戻った。
好きな給食はとんかつ。
名前の由来は「気まぐれ」。
二子利 順（にこり じゅん）
元5年4組の児童。
水泳の授業で犬かきしかできなかったため、水泳大会の代表選手である水見に泳ぎを教えてもらった結果背泳ぎが上手くできるようになった。その後もどんどん上達していくも、代表の中では一番泳ぐのが遅いと思われていた水見は焦りを覚え、水見に自身の水泳道具が隠され授業を受けられないようにされた。ゴクオーによってそれが暴かれ、2人が和解して以降は共同での特訓を重ね、周囲から「ライバル」と呼ばれるまでに成長している。
6年生ではゴクオーと同じクラスになっている。ある日に迷子の子猫を見つけ、ミィと名付けて飼い主が判明するまで預かることにした。そして遂に本来の飼い主が判明した時は別れを惜しむあまり、ミィが行方不明になったとウソをつき、自分のものにしようとするもゴクオーに見破られウソのつけない舌を与えられた。その後はミィにとって一番の幸せのため、大人しく飼い主に返した。
好きな給食は八宝菜。
名前の由来は「にっこり」。
輝石野 ネク助（きせきの ネクすけ）
記憶を失い、八百小へ送り込まれたネクストに付けられた偽名。
本来のネクストと異なり温厚でしおらしく（英語混じりの口調は同じ）、転入の際には朝礼での自己紹介のせいで表彰されず自身を憎んでいた三重張に嫌がらせされてもあっさり許し、さらには今度の朝礼で彼を表彰してもらえるよう教師に取り計らうなど気遣いも見せていた。また、ゴクオーとは協力してウソ暴きに一役買う連携を見せたこともある。
京都の修学旅行で撮った写真がお気に入りで、普段から持ち歩いている。ネクストが本来の姿に戻って眠りについたため、表向きは転校したという形で八百小を去った。
邪仏との決戦時に再登場、ゴクオーをサポートした。

#### その他の児童
捻田 斜録（ひねた しゃろく）
ゴクオーらの隣のクラス、5年1組の児童。長身で痩せ型。
ゴクオー同様ウソをつくのが好きでゴクオーをライバル視しているが、実際はウソツキキャラで目立ちたかっただけの小物。本人曰く、ゴクオー転入前は八百小のウソツキといえば自分だったらしい。矢木増の新聞曰く、イタズラをしたことで担任である角園に5時間連続で叱られていたことがある。
角園が大事にしている野球選手のサイン入りポスターを2人のクラスメイトが破ってしまった事件を捻田自身が解決するも、ゴクオーにことごとく矛盾を見破られた上に実は彼も共犯者だったことが明るみとなり、黙秘してごまかそうとするが、共犯者であった2人があらかた喋ったため全てバレた。
往生際が悪く、ゴクオーを殴ったことでウソのつけない舌を与えられ、目立ちたいがためだった旨を喋ってしまい、さらにゴクオーを罵倒した。ゴクオー自身は意に介してしなかったもののその際に「つまんねーウソつきやがって！」と悪態をついてゴクオーの逆鱗に触れてしまい、恐怖のあまり気絶。
その後はゴクオーに対して虎視眈々と仕返しを狙っているものの、以前とは違う笑顔を見せるようになった。
名前の由来は「捻くれた」。
大荒輪 太郎（おおあらわ たろう）
ゴクオーらの先輩にあたる6年3組の児童。
真面目な性格で、ゴクオーや番崎といった問題児を更生させ、八百小を日本一の学校にするべく児童会選挙に立候補していた。
選挙会場の体育館へ向かう途中に不注意で窓ガラスを割り、たまたまその場へ通りかかった天子に罪を擦り付けようとしたが、ゴクオーに見破られてウソのつけない舌を与えられ、児童会選挙で自らの所業を全校生徒に演説してしまった。しかし、最後までゴクオーを信じた天子の姿を見て心を入れ替えることも話した結果、副児童会長に選ばれた。
その後も挨拶するよう児童を指導してはいるものの、児童会長の藤堂には頭が上がらず張り切りすぎては彼女にしばしば注意されている。
名前の由来は「大わらわ」。
藤堂 ちなつ（とうどう ちなつ）
6年1組の児童で児童会長。
正義感が強く、ゴミ拾いや花壇の修復など模範的行動を率先して取り、また全国小学校の討論大会で優勝するなど優秀であることも窺える。
自身が学級花壇を荒らしたというデマの新聞を矢木増にでっちあげられた際にも冷静な対応を見せた。
まさしく完璧人間そのものに見えるが、グリーンピースやお化け屋敷、習字の授業が苦手などといった欠点も覗かせている。
亜刷（あすり）
5年3組の児童で、戸屋とは1年からずっとスポーツ関係で張り合っていたライバルだが、いつも戸屋には敵わずにいた。
同じ5年3組の白組の仲間数人と共に運動会という立場を利用し、教師の目を盗んで卑怯な手をやってのける「裏スポーツマンシップ作戦」を展開し、ゴクオーたち赤組を追い詰めていった。しかし、後半において差を縮められ、焦燥感に駆られて騎馬戦では相手の目に砂をかける反則を用いたが、それをゴクオーに見破られる。それでも開き直り平然とした態度で卑怯を続けようとしたが、ゴクオーにウソのつけない舌を仲間共々与えられる。
卑怯な手段で赤組の勝利を邪魔してきた理由は、自身の転校が決まり、戸屋に負けっぱなしのまま引っ越せばザコ扱いされること、ライバルと思っていてもすぐ自身を忘れられてしまうことが怖かったからだと打ち明けた。それを受けた戸屋から全力で来いと激励されたことで最後の全員リレーでは正々堂々と勝負した。その後は引っ越しの日まで一日一種目スポーツ対決をしようと戸屋に勝負を挑んでいる
真最終回にて台詞のないモブとして登場した。
名前の由来は「アスリート」。
肉鱈（にくたら）
5年4組の児童。憎たらしい性格で、語尾に「〜よーん」と付けて話す。
初登場時は縄跳びができない雨地をクラスメイトと共に馬鹿にし、後にゴクオーの助力で跳べるようになった雨地の姿に動揺を見せたが、結果的に自身のクラスが優勝したため再び馬鹿にするも結束の高まった2組からは無視され、何度嘲笑おうが結局相手にされず呆然となった。
2組の一同が企画したゴクオーの誕生日パーティーの開催時はパーティーを利用し、担任から取り上げられたレアベイ丸を取り戻そうとしたがゴクオーに見破られ、ウソのつけない舌を与えられ退散した。
名前の由来は「憎たらしい」。
矢木増 スギル（やきまし スギル）
4年1組の児童で新聞クラブ所属。
常にスクープを求めており、児童の弱みを掲示し笑い者にする悪趣味な学級新聞を掲載していた。しかし藤堂の弱みとなる写真が手に入らず、やむなくそのままデマの新聞を掲載するもユーリィに新聞が捏造であることを暴かれ、そのままゴクオーにウソのつけない舌を与えられる。
自白した際、自身が渾身の出来として作った、藤堂が強風の中花壇を1人で直していたという内容の記事を書いた新聞の上に、藤堂が全国小学校の討論大会で優勝した新聞を貼られて嫉妬し、ヤケクソになって適当に作った新聞を掲載した結果大ヒットしたことを明かす。しかし藤堂からはこの世に完璧な人間なんていないことを諭され反省、以降は真っ当な学級新聞を書くようになった。
名前の由来は「焼き増し過ぎる」。
矢木増の新聞を面白がっていた児童たち
矢木増が書いていた他人を馬鹿にする記事を面白がって読んでいた。藤堂の新聞の内容がウソだと分かったとたん、彼の新聞の作り方について矢木増を責め立てたが、ユーリィに「彼の新聞を面白がっていた奴らはどうしたのかな？」と遠回しな皮肉を言われ黙り込んだ。矢木増が反省して謝罪した際、彼らも矢木増に謝罪した。
能取（のうとれ）
5年3組の児童。梶野同様にゲームマニアで、テレビゲームやカードゲームが得意な梶野とは異なり、主にレクリエーションやパーティーゲーム系が得意である。
昼休みに雨が降り退屈していた2組に「一方通行ゲーム」という遊びを教えるが、それは2組が完成させた応援の旗を見ていた際、転んだ拍子に腕で剥がしてしまった乾いていないペンキの部分をごまかそうと使った同じ色の水彩絵の具を取りに行くためだった。絵の具を回収した後は切り上げその場から去ろうとしたが、不審な動きに目を付けていたゴクオーに見破られ真実を話し、一生懸命旗を作っている2組の皆を傷つけたくなかったから言い出せなかったとも告白。2組からは許されたもののゴクオーに無自覚のウソをついていると見抜かれ、ウソのつけない舌を与えられた。
実は自身が怒られるのが一番怖かったことや「大したことではないからごまかせる」と思ったこと、さらには2組は優しい人が多いからすぐ許してくれると思ったことやさっきのは本心での謝罪ではないと話し、今度は涙ながらに本音で謝りつつその後は2組と一緒に応援の旗を直した。
名前の由来は「脳トレ」。
鮫照（さめてる）
6年1組の児童。常にクールで冷たい言動をする。
少し前までは明るい性格だったようだが、校内コンクールに向けて作った花瓶が博覧会で展示されたものと偶然似てしまい、周りからパクっただの散々馬鹿にされたため世の中を冷めて生きてやると決めていた。
大掃除の時、1人で図工室にいて箒でバランスゲームをした際に体勢を崩してしまい窓ガラスを割ってしまう。持ち前の冷静さで何とか偽装工作を施したものの、ゴクオーに見破られウソのつけない舌を与えられた。そして冷めて生きるようになった理由を話し、さらにどうでもいいと思っていた自らの花瓶を「まだ直せる」と励まして自身を動揺させた天子のことも責めていたが、最後はクールに先生へ自ら報告しに行き、花瓶を直すことを決意した。
名前の由来は「冷めている」。
押結をからかう3人組
5年4組の児童。
風邪気味であったヒサエから折り畳み傘を貸してくれたお礼として欲しかった「ゴルフキャップえんぴつ」を貰った押結を見て2人をからかう。さらにその傘と鉛筆を隠すもゴクオーに暴かれウソのつけない舌を与えられたことで全てを自白し、2人のやりとりを見てなんとも言えない気持ちでからかったと話した。その際ゴクオーから「今回同様の理由でまたウソをついたときはもっと恐ろしい地獄を見せてやる」と脅されて退散した。
その後、ウソ暴きの際に玄関をずぶ濡れにしたため険市に怒られたゴクオーと一緒に水を拭き取った。
立前（たてまえ）
5年1組の児童。友達との待ち合わせや自身から遊びに誘っても平気で遅れたりドタキャンしたりすることが多々あり、その度に理由を付けては言い訳を繰り返し自身は悪くないとして謝ることもしなかったが、ほとんどがウソではないため友達も何も追及できずにいた。
駄菓子屋でお金を忘れたため翌日にちゃんと払うことを理由に、駄菓子屋のおばちゃんの目を盗んで人気のおかし「ポッキノコ」を万引きしてしまい、良心の呵責に苛まれながらも事実を黙ったまま済ませようとしたが、それに気付いたゴクオーから見破られた上におばちゃんには万引きを既に知られていたことも判明し、最終的には舌を抜かれたもののウソをつけない舌は与えられなかった。ゴクオーの言葉で正直に話してくれるのを最初から信じていたおばちゃんの優しさを知り、全てを話した上で正直に謝った。その後も言い訳は含まれていたものの、失敗しても間違いを謝れるようになった。
6年生でもクラスが1組となり、上述の件から恩返しとして腰を痛めたおばちゃんのため店を手伝っており、病院へ通っていたおばちゃんの代わりに店番をしていた際に立ち寄った高校生の好き勝手な行動から店を守れなかったことに悔しがるも、ゴクオーと協力して高校生のウソを暴き、店に戻ってきたおばちゃんに礼を言われ恩返しができたことに満足した。
名前の由来は「建前」。
伊明（いみょう）
5年3組の児童。平近のような体を張った物理的なギャグとは異なり毒舌キャラとしてあだ名を人に付けるネタで笑いを獲っており、同じ3組のクラスメイトからの人気は高い。平近からも、傷付かなそうな人を選んであだ名を付けており上手くやっていると評される。
しかし、クラスメイトの剛海にあだ名を付けた際には本人が泣き出してしまい、クラスの女子たちから注意されたことで人気低迷を恐れ険市が転ぶ姿を見て「ズッコケワシ」というあだ名を付けた。それを険市に聞かれて怒られかけたことで怖くなり、とっさに平近が付けたものだとウソをついて彼に擦り付けようとしたがゴクオーに見破られ、ウソのつけない舌を与えられる。
お笑いは好きだったが、平近のようにお笑いキャラで目立ちたかったことや、人目を気にしてできなかった時にたまたま言ったことがウケたため今のキャラになったこと、さらには前述の擦り付けも含めて自白するもそれを機に全てを知った平近からコンビを組んで一緒にネタをやっていこうと提案され、その優しさに触れて謝罪しつつ彼と和解した。
その後、平近と組んで「ひじき☆サラダ」というコンビ名で月に2回お笑いショーを披露し、学校中の笑いを獲っている。
名前の由来は「異名」。
剛海（ごうかい）
5年3組の児童。
男勝りな性格から、傷つかないだろうと思っていた伊明に普段から飼い犬の話をするため「ワンダフルガール」とあだ名を付けられるも、最近まで体調不良で心配している愛犬のことを思い出し、泣き出してしまった。
名前の由来は 「豪快」。
任世 カズトシ（まかせ カズトシ）
5年4組の児童。
人が嫌がる仕事や頼みごとをいつも進んでやるため、4組のクラスメイトたちからは4組の「誇り」と呼ばれているが本心では嫌悪感を覚えており、それでもお人好しが災いして無理なことを無理してやったり自らの本心を言えずにいた。
3人のクラスメイトに騙され様々な用事を押し付けられていたが、ゴクオーの手助けもあってそのクラスメイトから押し付けられたことを明かし、そのクラスメイトもゴクオーによって制裁され自身の気持ちに気付かせてくれたゴクオーに感謝した。その後はクラスメイトから自身に頼り過ぎていたことを謝罪され、またボールを取ってあげた子供の母から「いい子だ」と褒められたことで 「いい子ではなく、いい子でいたかっただけだ」 と改めて自分を見つめ直し、涙を流した。その後は自ら先生にやると言い出すなど、本心を曝け出すようになった。
名前の由来は「任せ（る）」。
箸乃木 シノグ（ばしのぎ シノグ）
5年1組の児童。
担任の先生に頼まれて資料室の地図を取ろうとした拍子に地球儀を誤って壊してしまい、ルシオの助けを借りてごまかそうとしたがゴクオーに見破られてウソのつけない舌を与えられたことで白状し、ルシオのやり方と周りの目が怖くなったことを打ち明け、ようやく言えたことに安心しつつ謝った。
名前の由来は「その場しのぎ」 「その場をしのぐ」。
池照（いけてる）、来貝（くるがい）
6年生の児童で、壱兆の友人。
2人揃って「八百小イケメンコンビ」の異名を持ち、自前のスマートフォンも所持している。
壱兆とは、番崎たちから馬鹿にされた有名ブランドの変な落書きにしか見えないトレーナーを2人に褒めてもらったことがきっかけで仲良くなった。
来貝が校舎裏で焚き火をしようとライターを使用するも、突風で火が燃え広がってボヤ騒ぎを起こしてしまいそれらを壱兆に擦り付けようとしたが、ゴクオーに焚き火をしようとしたことや慌てて消火したことも全て暴かれウソのつけない舌を与えられる。その後、火遊びの件や遊ぶための玩具を色々と貰おうと壱兆へ近付いたことなどを白状し周りから責められるが、チヤホヤされ人気者になれて得するという目的で近づいていたことに気付いた壱兆から謝罪を受け、涙ながらに壱兆と皆に謝罪した。
名前の由来は「イケてる」「クールガイ」。
野秋（のあき）
5年3組の児童で図書委員。パーマがかかった髪が特徴。本の魅力を淡々と語ることが癖で、読書中にうるさくしている人を怒鳴って注意したり、本を粗末に扱う番崎へ食って掛かる程の読書家である。
半年前、宿題のため番崎へ貸した本『オレはゴタロウ』を読んでいなかったことを返却された際に知り、それでも本は返ってきたため一度は許そうとしたがルシオに唆されたことで今までの番崎に対する怒りが込み上げ、彼を懲らしめようといつも持ち歩いている鉄のしおりで自ら本の一部のページを破ってそれを番崎のせいにしようとしたがゴクオーに暴かれ、同じ図書委員の文（）が自身を庇ったことで己の過ちに気付き、ウソのつけない舌を与えられた。
自身の所業だけでなく、番崎に貸した本は彼が楽しみ喜んでくれると思って探し出したものだったことも明かしたが、最後には涙ながらに今回の騒ぎに対する後悔も語りそれを聞いた番崎が破られた本を直し、謝罪を受けてさらには「もう一回貸せ。今度はちゃんと読む」という彼の言葉を聞いて元気を取り戻し、番崎と和解した。
名前の由来は「読書の秋」。
尾座成（おざなり）
4年1組の児童で、矢木増とエミのクラスメイト。クラスではウソツキキャラとして人気があり、ゴクオーと意気投合した。しかし、一部のクラスメイトはそんな彼を迷惑に感じ、不満を抱いている。
ある日、貰ったお土産の小瓶の砂を誤ってこぼし綺麗にしようと水に濡らしたハンカチで拭くも、完全に拭き取れてなかったためたまたま実験道具を運んでいた他の児童たちを転倒させ、実験道具を割らせてしまう。すぐさま証拠を隠滅しその場をごまかそうとしたがゴクオーに見破られ、逃げようとするもゴクオーによってウソのつけない舌を与えられた。
かつて自己紹介でベイ丸と微妙に似たホビー「スピンプレート」の話をした際、人気がないという理由からクラスメイトから自身共々バカにされ、それが辛くて恥ずかしい気持ちになるくらいならクラスメイトと本気で話すのは止めようと決め、以降は己と同じスピンプレートが好きな大ちゃんという友達以外に対してはウソツキキャラを装うようになったと話し、その際クラスメイトからスピンプレートをバカにしたことに対して謝罪された。その後、クラスメイトと共にベイ丸とスピンプレートを一緒にやる新しい遊びへ興じ、それを境にウソツキキャラもやめた。
名前の由来は「御座なり」。
水見（すいみ）
5年4組の児童。水泳大会の代表選手で泳ぎは遅いものの、その分やる気だけは十分に満ち溢れており、クラスメイトからも頼りにされている。やや短気な性格であり、ゴクオーによるウソあばきの際には彼に罵詈雑言を浴びせるシーンがある。
同じクラスの二子利へ水泳を指導した際に才能を開花させたことに喜んだものの、肉鱈から「代表を取られちゃうかもよ」と言われたことで不安に陥り、さらには他のクラスメイトから二子利と比べられたことで代表選手を取られたくない思いが芽生え、二子利をプールに来させないよう彼の海パン・帽子・水泳カードを隠したが、ゴクオーによって犯人だと暴かれウソのつけない舌を与えられた。その後は全てを話したことで二子利と和解して以降は彼と水泳の特訓をするようになり、互いに周囲から「ライバル」と呼ばれるようにもなる。
名前の由来は「スイミング」。
寄所（よりどこ）
児童会の新メンバーである男子児童で、隠された6年3組の卒業証書をゴクオーたちと探していた。
卒業式ではステージで卒業席が立つ場所の印になるテープを貼っていたが、実はそのテープを使って6年3組の卒業証書をステージの卒業式の看板の裏に隠し、それをゴクオーとユーリィから暴かれゴクオーからウソのつけない舌を与えられた後、6年3組の児童である兄がインフルエンザのせいで卒業式へ出席できず悔しがる姿を見て不憫に思い、そのため卒業式の当日に6年3組の卒業証書だけを隠し、兄が来られるよう一日だけでも卒業式を引き延ばそうとしたことを白状した。
その後、兄の友達からは元気になったら皆で兄のための卒業式をやることを告げられ、元気を取り戻すと共に謝罪した。
名前の由来は「拠り所」。
外羽（そとはね）
同じく児童会の新メンバーである女子児童で、隠された6年3組の卒業証書をゴクオーたちと探していた。
卒業式では式で使うマイクのチェックをやっていた。
寄所によって隠された卒業証書を探していた中、「卒業証書が見つからなくても卒業式はできるからもう探さなくてもいいのではないか」と提案するもゴクオーから「真実を面倒臭がることでウソ（犯人）が逃げる」と鬼の形相で睨まれ、怯えつつも謝罪した。
名前の由来は「外ハネ」。
尾呼日出（およびで）
元5年1組の児童。
6-2の教室へ入った時、茶刈が割れた花瓶の前に立っているのを目撃して彼が犯人だと睨んだ。だが実は2組ではなく3組の児童であり、校庭にて見つけたボールを蹴っ飛ばしてボールが窓の開いていた2組の教室へ入って花瓶が割れてしまい、突然入ってきた茶刈のせいにしようとしていたがゴクオーに見破られウソのつけない舌を与えられ、全てを話し謝罪した。
名前の由来は「お呼びで（ない）」。
頭類（ずるい）
6年3組の児童。
卑劣な性格で、1年生を突き飛ばした証拠を隠すもゴクオーに見破られ、渋々ながらも謝った。
しかし、その日の放課後にカードのポイ捨てを行い今度は石豆に罪を擦りつけようとするが、ゴクオーの助けがあった千十郎に見破られ、ゴクオーによってウソのつけない舌を与えられた。その後は自身の行いを白状し、彼を追っていた警察官に自身の家へと連れて行かれた。
最初のウソ暴き終了後に地獄へ堕とされず、事件を二度も起こした唯一の人間。
名前の由来は「狡（）い」。
獣田（けものだ）
6年1組の児童で、戸屋のクラスメイト。
荒々しい性格をしており、球技大会のドッジボールでは、動物のような雄叫びと動きでボールを跳ね返すほどの実力で2組を苦しめる。
1年前の出来事がきっかけでボールが投げられなくなってしまった拙井をバカにしたものの、箱入の勇気とクラスメイトの励ましで本気を取り戻した拙井のボールに当たり、怯えながらアウトになった。
名前の由来は「獣」。
千十郎へ相談に来た2人組
6年4組の児童。
家庭科室の小麦粉の袋をこぼした犯人を探すため千十郎へ相談に来たが、実は彼ら自身がこぼした犯人で、家庭科室の掃除中にふざけて小麦粉の袋をこぼしたため誤魔化そうとして代わりに存在しない人物を犯人にしようとするも千十郎に暴かれ、ゴクオーにウソのつけない舌を与えられる。その後は真実を話し、騒ぎ声に気付いて来た先生たちに職員室へと連れて行かれた。
後垣（あとがき）
6年3組の児童。
6年2組に現れ、『カシバトル』の作者と名乗りカシバトルの主人公イラスト入りのサインを番崎たちに描いてあげた。しかし、何日か経てカシバトルの作者という立場を利用して増長するようになり、休み時間に画山の指摘に逆ギレして彼女の絵を汚そうとするが、番崎たちに阻止された。
その後ゴクオーにカシバトルの作者でないことを暴かれ、ウソのつけない舌を与えられてからは自身が本当の作者ではなく、作者が名乗り出なかったためこのまま自身の作品にしようと思ったことと絵や話が全くできないことを白状。その後は本当の作者である田塁と和解し、田塁・画山と協力してオリジナルのマンガ雑誌を作ることになる。
名前の由来は「後書き」。
向月 進（むかつき すすむ）
6年4組の児童で、雨地のクラスメイト。
非常に短気だが、実際は他人の喧嘩を止めようとしたり、困っている者を助けようとしたりなど優しい性格を併せ持つ。周囲からも頼りにされてはいるものの反面ではいつも些細なことで怒ってばかりいるため、それが玉に瑕とも言われている。
ある日の放課後、おもちゃ屋の前にいたところをネクストから声を掛けられ「明日一度も怒らなかったらレアカードをあげる」というゲームを持ちかけられ、承諾した。翌日には顔面にボールをぶつけられるなど災難に遭いながらもどうにか怒らず堪え続け、クラスメイトからも見直されたが放課後にて中学生がクラスメイトの雨地に因縁をつけてレアカードを奪おうとしていた最中を見つけ、すぐ助けへ行こうとしたところをネクストに見つかりまだゲームは続いていると告げられた。自身が怒っているということや、ただ怒りたくて怒る理由を探しているだけだとネクストに指摘されてとうとう堪忍袋の緒が切れ（その際発生した最大限の怒りをネクストに奪われる）、ネクストを振り払い雨地を助けに行った。その後はゴクオーが中学生のウソを暴き、怒る我慢を続けてみると雨地たちに宣言するも、直後に鳥のフンが頭へ落ちたことで早速怒ってしまった。
名前の由来は「ムカつき」。
革付 彰（かくづけ あきら）
6年1組の児童。どんなものでも本物を区別できる特技を持ち、実際にシャープペンシルや下敷き、漫画家のサインの良質と貴重さを見極めている。
ある日、母親がワッピーだと間違えて買ってきた、ワッピーに類似したキャラクターが描かれた鉛筆を「柴ワッピー」と呼んで使っていた天子を許せず、彼女が廊下で落としたその鉛筆を拾い、恥をかかせることで偽物は悪いことだと分からせようとするが天子には「恥ずかしくない」と否定された。ゴクオーに見た目だけで判断して中身の違いも分からないことを暴かれ、ウソのつけない舌を与えられた。その後、物の良し悪しがわかると周りが褒めてくれたことがきっかけで自分は周りよりも大人だと思い込み、調子に乗ってしまったことを白状した。そのため、天子の鉛筆が大事なものだと分かっていても彼女よりも優位になりたかったが、その鉛筆が書きやすかったことで己の間違いに気付き、天子に謝罪した。
数日後、この事件がきっかけで6年生の中で鉛筆ブームが起こった。
名前の由来は「格付け」。
高富（たかとみ）
6年3組の児童。
上述の鉛筆ブームの流れで、男子の中で大流行を起こした「エンピツファイト」の考案者。自身には今まで何も取り柄はなかったが、このゲームを考案してからは皆に楽しんでもらえたことに喜びを感じていた。しかし、2組が勝手に新しいルールを作ったことがきっかけでそれぞれのクラスにて独自の新ルールが作られ、さらに4組から「基本ルールは古い」と言われたことで怒りを覚え、2組に基本ルールのみでやるように指示、さらに、それ以外のルールでやった場合先生に「授業中でもやった」とウソの密告をしてエンピツファイトを禁止させると脅す。それに目をつけたゴクオーとエンピツファイトで勝負し彼に敗北した末、イカサマを見抜かれウソのつけない舌を与えられた。
その後、真実を話した際に勝手にルールを変えてしまったことを周りから謝罪され、感謝した。
後日、エンピツファイトは基本ルールを変えず、自由にルールを作っていいことにして更なるブームへと発展していった。
名前の由来は「タカラトミー」。
寄道（よりみち）
2年1組の児童。
体育の授業後、教室に戻る際にいい眺めが見られると思いフェンス外にあった木へ登るも高かったため怖くて降りられなくなってしまい、尾局に助けられた。しかしそのことを証言した際、シラを切った尾局にウソツキ呼ばわりされ、さらに逆ギレした彼女に責め立てられたことで泣いてしまった。
その後、ウソのつけない舌を与えられて白状した尾局に責めるフリをしたゴクオーに蹴りを入れ、自身を助けた彼女を庇った。
名前の由来は「寄り道」。
三重張（みえはり）
目立ちがたりな性格で、全校朝礼の際に交通標語コンテストで賞を獲って表彰されることをクラスメイトに自慢していたが、急遽転校してきたネク助の自己紹介により見送られたことで彼を憎む。そのためネク助の下駄箱にカエルを入れて脅かすが、近くにいた女子たちが驚いたはずみで転んでしまうほど想像以上に騒ぎが大きくなる。逃げるタイミングを逃してしまったことでネク助を下駄箱にカエルを入れた犯人に仕立てようとするが、ゴクオーに暴かれウソのつけない舌を与えられた。
全てを話した後、ネク助が教師たちに今度の朝礼で三重張を表彰するよう頼み、嫌がらせを許してくれたことで彼に感謝しながら謝罪した。
名前の由来は「見栄っ張り」。
利砂（りすな）
5年1組の児童で放送委員所属。給食の時間に放送される「八百小学校のお昼のランチトーク」のMCを単独で務め、そのため落語といった話術の勉強をしているらしく、メモ帳・本・録音レコーダーを持ち歩きつつ皆と話しながら放送のネタを探している。
ある日、ゴクオーにクラスメイトの竜長が険市を落とし穴に落として怪我をさせたことを暴くため、竜長をお昼の放送にゲストとして呼びゴクオーに乱入してもらってのウソ暴きを頼むも一度は断られ、やむなく自力での解決を試みる。放送で得意の話術と証拠品の物差しで暴こうとするも苦戦を強いられ、険市を連れて乱入したゴクオーの協力により事件は解決した。
しかし集めた情報のメモと録音レコーダーの違和感から、実際は竜長の悪巧みを偶然聞いて落とす瞬間も目撃していたのをゴクオーに暴かれ、竜長同様にウソのつけない舌を与えられた。
その後はマイクの前で、最初は竜長を止めようとしたがまだ明日の放送のネタがなかったことに気付き、魔が差して見て見ぬふりをしていたのを白状しながら険市に謝罪した。さらに放送の評判が良くなるほど面白いものを求め夜も眠れないほどに焦り、皆が楽しませようとしても結局は己が満足することしか考えていなかったため放送する資格はないという理由でお昼のランチトークをやめようとするも、放課後お便りボックスには応援のお便りが沢山入っていたのを知り、やめることを撤回した。
名前の由来は「リスナー」。
竜長（りゅうちょう）
5年1組の児童。
利砂に「得意だ」と豪語する（実際は噛んでいる）早口言葉で、次の放送にゲストとして呼んでくれることを頼むも険市の前で口を滑らし、職員室へ連れて行かれ長時間の説教を受けた腹いせとして物差しで険市を落とすための穴を掘って落とすも翌日、それが原因で捻挫になった険市を見て焦り知らないフリをした。昼の放送にゲストで呼ばれ利砂が集めた情報と証拠品の物差しでもビクともしなかったが、乱入してきたゴクオーに暴かれウソのつけない舌を与えられ、白状した。
その後、放送をやめようとした利砂を放送室へと連れて行き、大量のお便りが入ったお便りボックスを見せた。
名前の由来は「流暢」。
水吹（みずぶき）
6年の児童。
廊下での掃除をサボり箒を持っていることで誤魔化そうとするも、持っていた箒が外掃除用の物だったためそれをゴクオーに見抜かれ、サボったことを見破られる。なお、その後すぐに正直に罪を認めて謝罪したため、犯人では珍しく舌を抜かれていない。
名前の由来は「水拭き」。
亜久道 正二（あくどう せいじ）
6年3組の転校生。
目つきが悪い。転校してからカードショップに繋がる近くの道を塞いでおり、道行く人を追っ払っていた。話をつけに来た番崎とも衝突しかけていたが、実際は心優しい性格であり、道を塞いでいたのも、カードの独り占めではなくカードショップへの道の木の上にある鳥の巣を守るためだった。それを同じ3組の困田に利用され悪人に仕立て上げられるも、ゴクオーに助けられた。その後は今まではいつも勝手に皆から怖がられ、何をしても悪者扱いされていたことを明かし、自身を友達として受け入れようとした番崎の言葉を聞いて感謝した。
事件解決後は番崎の良き友となっており、彼の窮地にも駆けつけていた。
名前の由来は「悪童」。
困田（こまた）
6年3組の児童。亜久道に追いかけられ、塀を伝って逃げゴクオーたちの前に現れた。しかし実際は、鳥の巣の雛を持っていって飼おうとしたところを亜久道が見ていたからである。
そのことから、ゴクオーからはウソのつけない舌を与えられた上で「鳥の雛を軽い気持ちで持って行ったら死なせることになる」と背後から強く警告され、自分がしようとしたことに気付いて亜久道たちと和解した。
ネームの段階では「呼丸（こまる）」という名前だったが、苗字なのか名前なのか分かり難いので現在の名前になった。
名前の由来は「困った」。
右山（みぎやま）、左谷（ひだりたに）
飯音のかつてのクラスメイトでそれぞれ6年4組、1組の児童。
ある日に飯音たちとリモートで遊び、5年の時は毎日のように3人で一緒に遊んでいたのを懐かしんでいたことで飯音が「ニャンコナイト」を左谷からまだ返してもらえていないことを思い出し返すよう催促するが、左谷によると右山から強引に取られて後日2人で一緒に飯音へ返したと話すが飯音は返してもらった記憶がないため探すも、ゴクオーにより2人の行動と部屋から左谷がゲームを持っていたことが判明し、左谷は慌ててゲームを片付けようとするが家の隣の公園でリモートしていたゴクオーによってウソのつけない舌を与えられ、返したと思っていたゲームが見つかるもなぜかソフトは入っていなかったため隠したと話した。
そのソフト自体は、実は飯音が持っていた別のゲームソフトのケースに入っており、実際は「左谷がケースごと借りたあと右山にソフトのみ貸し、その後ソフトだけを別のゲームで夢中になっていた飯音へ返した」ためパッケージだけが左谷の部屋にあった。よって今回の騒動は、実は全員に原因があったため右山・左谷・飯音の3人ともゴクオーたちに謝った。
名前の由来は「右」「左」。
与渡（よわたり）
お笑いクラブに所属している5年の児童で、クラブの中で一番笑いを獲っている。先輩である平近たちに対して物怖じせず不躾な態度を取る。平近たちのギャグは古臭いと捉え、笑いのためならば平気で人の失敗をギャグでイジり「センスと瞬間」で笑えばいいという考えを持つ。そのためギャグでバカにしたにも拘らずに、そうとは知らず教室へ入ってきた真受を励ましていた。
次の日、笹枝の大切なハンカチをネタにして笑いにしていたことを許せず一発ギャグ勝負に挑んできた平近に対し、昨日平近が編み出した一発ギャグをたまたま見ていたためそれをパクり、笑いを獲ったことで調子に乗るも平近のズボンが落ちてそれ以上の笑いを掻っ攫い、敗北した。さらにゴクオーからパクったことを暴かれ、ウソのつけない舌を与えられたことであっさり全てを白状し、周りから責められ逃げる最中にゴムが切れたことで平近と同じようにズボンが落ち、そのまま追いかける真受から逃げながら退散していった。
名前の由来は「世渡り」。
笹枝（ささえだ）
お笑いクラブに所属している5年の児童。
与渡に真受がお見合いパーティーでまたフラれたのを教え、与渡がそれをギャグにしたため笑っていたが、次の日に与渡が自身の誕生日プレゼントとして妹が作ってくれた大切なハンカチをギャグにされ、泣きながらやめるよう懇願した。
その後、他のクラブの児童たちと共に真受のことで笑っていたことに対する謝罪を決意した。
名前の由来は「支えだ」。
耳内（みみうち）
6年3組の児童。クラスで唯一地元サッカークラブチームに所属している。
ある日に2組とサッカーの試合（正確には5対5のフットサルの試合）を行なって引き分けたため、PK戦をする以前にサッカー自体が初めてだった魔男に色々コツを教え、その際にサッカーシューズ用接着剤を塗ったボールのメーカーのロゴに蹴るよう魔男に指示しそれを秘密にする約束をして勝とうとしたが、それを見抜いたゴクオーの策略により魔男が自身との約束を喋ったことでバレてしまい、逃げようとするもゴクオーにウソのつけない舌を与えられた。
素人のはずの魔男が自分よりもサッカーがうまいことに焦り、地元のサッカークラブに入っているプライドが災いして絶対に負けたくなかったと打ち明けて皆に謝罪し、騙されていたことに気付いた魔男が許してくれたため彼に礼を述べた。
名前の由来は「耳打ち」。
決付（きめつけ）
6年4組の児童。髪をファサッとかきあげるのが癖で、人間を記号化して人間性を当てることを得意とする。
教室で今流行りの「フラハナダンス」を踊っていた時目・乙赦・勝木・木軽の4人を「ミーハー」と勝手に決めつけ、反発する時目に言い返そうとするも皆見が来たため悪態をつきつつ立ち去った。休み時間中トイレに行った後、体育の授業中で静穏であった2組の教室をたまたま覗いたところ机や椅子が散乱しており、今朝の行動から時目たちの仕業だと考え辻褄を合わせようと時目が踊る際に着けていた造花をわざと床に落として偽証を仕込み、ウソの目撃証言をでっち上げて犯人だと決めつけた。見抜かれたゴクオーに思い込みだと主張するも、証拠とした造花の花びらが時目の机から取り出した際に手に付着していたことと、本当の犯人でウソ暴きのためゴクオーから口止めされていた番崎と茶刈が白状したため時目たちの仕業ではないことが証明され、卑怯で勝手な決めつけのウソが気に食わなかったゴクオーによってウソのつけない舌を与えられた。
自信があった人間観察からの決めつけが当たれば周囲が占いのように当たったと驚いてくれたため自らが他人よりも優れていると思ったと吐露し、ゴクオーから「自分勝手」と評されそれに足掻くも、他人を勝手に決めつけるウソであって懲りなければまた地獄を見せると警告され、犯人扱いした時目たちへ反省と共に謝罪した。
名前の由来は「決めつける」。
描込（かきこみ）
6年1組の児童で、田塁・画山と同じマンガクラブに所属。
面白い漫画が描けるためいつも調子に乗る性格で、出版社への持ち込みでボツにされ意気消沈した田塁が漫画執筆をやめようとしているのを聞きつけた際にも「ライバルがいなくなって安心した」と嫌味を言った。
盗んだ田塁のインクを垂らして赤花と自身の原稿を汚し、それを田塁の仕業にしようとするもゴクオーによって服についたインクのシミや、事前に自身の原稿を保護するため同じく盗んだスクリーントーンで貼っていたことから自身の行いを暴かれ、ウソのつけない舌を与えられた。
自白した後、本当は魅力のある漫画を描ける田塁が今まで怖かったとして田塁が漫画をやめると知った際はラッキーだと思ったが、今度は赤花が楽しそうに漫画を描き始めたことでまた漫画を描く気が起こると思い、やる気を完全に失くしてやろうと田塁の道具を盗み原稿を台無しにしたと打ち明けるも、それが逆に田塁のやる気を起こすきっかけとなってしまい、悔しいのか情けないのか複雑な気持ちになりつつ悪態をつきながら去っていた。
名前の由来は「描き込み」。

#### 教師
皆見 みのり（みなみる みのり）
前担任教師の後任として勤めている、5年2組担任の新米女性教師。
気が弱く（現在は努力中）おっちょこちょいで多少涙もろいところがあるものの、真面目で芯の強い面も持ち人の気持ちを大切にする指導を行う。なお、以前の（ウソ暴きのため）事故で怪我をしてしまったゴクオーを助けられなかったことを悔やんで合気道を習い始め、後に同じ教師の険市がゴクオーに襲い掛かろうとした際は彼を投げ飛ばしゴクオーを助けている。昔はキャビンアテンダントになるのを夢見ていたが断念して落ち込んでいた。そんな時、仲間を大切にする一面を見通した当時の担任から教師になることを勧められ、現在に至る。
ゴクオーたちが6年生でも同じクラスで担任を務めている。修学旅行の時はしくじりこそあったものの行きの新幹線などでは騒いではいけないと児童らを叱ったり、京都の土産物店ではニッキィくんの巨大マスコット人形を壊した疑いをかけられた教え子の乙赦と勝木に迫る夕日向に啖呵を切り、2人を庇ったりするなど教育者として大きな成長が見られた。
ゴクオーたちが卒業制作を作っていた際に強風で卒業制作が壊れてしまい、教え子のがっかりする顔を見たくなかったがあまり卒業制作を自身で作り直しそのまま児童の作品にしようとしたが、ゴクオーに見破られる。それは教え子を侮辱することというゴクオーの指摘によりウソをつこうとした自身を反省し、自ら罪を認めたことで「その覚悟、潔し。」と讃えられウソのつけない舌を与えられた。その後は天子たちに全てを話して謝罪、自身が直した部分を切り取ろうとしたが彼女自身も6年2組の一員だからそのままにしてほしいと懇願され、こっそり自身に向けてプレゼントを作ってくれた教え子の心の暖かさに触れ号泣した。
真最終回では邪仏の信頼支配の術に操られるも、児童との絆が深かったおかげか唯一寸前まで理性を保っており、ゴクオーへ「早く行きなさい」と背中を押した。
好きな給食は牛乳の寒天。
名前の由来は「皆を見る」。
5年2組の前担任教師
ゴクオーが八百小に転校してくるまで勤めていた男性担任で、ゴクオーが八百小に来て最初にウソを暴かれ、舌を抜かれた人物。眼鏡をかけて髪が上だけ尖っているのが特徴。
かつて天子に授業の間違いを指摘され屈辱を味わされたと天子を憎み、彼女の評判を落とそうと、盗んだ天子の持っていたノートのページに番崎の悪口を書いて黒板に貼りつけた（内容はテストで0点を取ったというもの）。しかしゴクオーに見破られてウソのつけない舌を与えられ、たまたま教室を訪れた育美校長の前で自身の所業を全て話した。
その後はクラスの担任が皆見に代替されたため、恐らくクビにされた。
特別編と真最終回にて台詞のないモブとして二度登場。
角園（かくぞの）
5年1組担任の男性教師。
とにかく真っ直ぐな体育会系。挨拶などしっかりしているが、時折児童よりも熱くなってしまうことがある。
田段（ただん）
5年3組担任の女性教師。
児童に「女騎士」と呼ばれる程の豪快な先生。納得がいかないことがあれば教頭にも意見する程。
吹風（ふきかぜ）
5年4組担任の男性教師。
つかみ所のない中年の先生。児童からは人気あり。
険市（けわし）
2年2組担任の男性教師。
非常に厳しい中老の教師で、番崎でさえも恐れる存在。児童を注意する時は怒鳴ってしまうのが難点。柔道経験者。
彼の受け持つクラスでは「迷惑かけない」「人のせいにしない」「ウソをつかない」の「3大ありえない」を徹底した指導を行い、2年で貫禄のある児童に育っている。
課外授業でのゴミ拾いの際は、5年の児童（主に番崎たち）が騒がしくしては皆見先生にキツく当たっており、みんなの前で番崎たちを馬鹿にしていた。ある時には教え子の1人である虎丸が不注意で周囲の車に傷をつけ、目撃した彼は缶を5年担当のゴミ袋に入れて番崎が犯人になるよう仕立て、自ら3大ありえないを破ってしまう。しかしゴクオーに見破られプライドをいたく傷つけられた彼はゴクオーに襲い掛かるも、皆見に食い止められる。その後はウソのつけない舌を与えられ、今回の行いは自らの威厳が崩れるのを恐れて自己保身のためにしたものということを自白してしまう。
さらに、自身へ聞かなければ何も分からない2年2組の実態を見て己の指導が間違っていたのを悟り、自棄になってしまうも天子のウソと機転を利かせた励ましにより、これからは厳しくも楽しいクラスを目指すと誓った。
以降は厳しさこそあるものの威厳は気にせず、打って変わって児童想いで思いやり溢れる教師となった。
名前の由来は「険しい」。
朗花（ほがらか）
2年1組担任の女性教師。
体育の授業の後にいなくなった教え子の寄道を探していた。
名前の由来は「朗らか」。
真受（まうけ）
お笑いクラブ担任の男性教師。
普段は優しい性格だが、怒ると怖い一面がある。
クラブ活動の際、笹枝が与渡に10回目のお見合いパーティーでもフラれたのを伝えられたことでギャグとしてバカにされ、そうとも知らずに励ましてくれた与渡に感涙するもゴクオーによってそれが露わになったことで彼に憤慨し、全てを打ち明け逃げようとする与渡を追いかけた。
名前の由来は 「真に受ける」。
固水（こすい）
八百小の教頭。
イヤミな性格で番崎のような悪ガキにはしつこく小言を吐き、逆に「いい子ちゃん」や左丹下の親戚であるルシオは贔屓しており左丹下の前でも猫を被っている。
ある日、ゴクオーら3班が校長室の掃除を頼まれ、用事で校長室から出る際に校長室の鍵を棚の上へ置こうとしたが、間違えて壊れた携帯ストラップを置いてしまい自身の間違いを認めたくなかったがため、このまま3班のせいにしようと考える。ゴクオーの注意を逸らすべくルシオの助けを借りてウソの証言をするも逆にゴクオーのウソに騙され、退散しようとして地獄に送られウソのつけない舌を与えられた後は真実を話し、番崎もドン引きするほどの大げさな謝りぶりで詫びた。
育美校長に対しても同じように猫を被っている。2組の皆がゴクオーの誕生日パーティーのサプライズのため休日に学校を使わせてほしいと申し出た際は、「5年2組だけを特別扱いする訳には行かない」との観点から反対していたが育美の意向であっさり掌を返し、賛同することとなった。
名前の由来は「狡（）い」。
育美（はぐくみ）
八百小の校長。
とても温厚な性分で、2組の皆がゴクオーの誕生日パーティーのサプライズのため休日に学校を使わせてほしいと申し出た際は快く許可するなど児童想いであり、また5年2組の前担任教師が児童を陥れたと知った時は激怒するなど正義感も併せ持っている。
サタンが八百小にいる間は教育委員会へ異動となっていたが、サタンが孤地獄無期懲役により学校を去ったため再び校長へ就任した。
名前の由来は「育む」。
左丹下 炎（さたんげ ほむら）
八百小の新しい校長。その正体はサタン（地獄の項を参照）。
サタンが孤地獄無期懲役になったため、表向きは急な仕事の都合で外国に行くという形で学校から去ったが、後にサタンが復活したことで今度は先代の校長として登場した。

### 地獄
ゴクオーの故郷。罪人の魂がここに送られ、犯した罪によりそれぞれの地獄へと送られる。
閻魔大王を中心とし、10大地獄長が各地獄を取り仕切っている。天国が完成する以前は死んだ者の魂が全て地獄に集まっていたことや邪仏により一度滅ぼされていること、現在の地獄はゴクオーが初代閻魔大王になった後に再興された第2の地獄であることが、彼の秘め嘘により明かされている。
魂が行く地獄やその懲役年数は、彼らが生前に犯した罪の種類や重さが基準となっており、ゴクオーの独断によって決められる。
バトラー
アスタロト族で、閻魔大王の側近。
地獄でゴクオーの裁きを手伝っており、ゴクオーが不在の間は代わりに地獄を管理している。ゴクオーの身勝手な行動には度々辟易しているが、一番の信頼を置いている。また、後述のサタンと共にゴクオーの側近を務めていた時期があり、故にサタンのことも少なからず気に掛けている。アスタロト族一の地獄耳を持つ。
側近の面接試験を受け、持ち前の能力と真面目な性格を発揮してゴクオーが出した数々の試験に合格し、晴れてゴクオーの側近となった。ユーリィとの決戦時にはゴクオーに襲い掛かろうとするラクレスを攻撃し、足止めとして妨害する活躍を見せた。神からの罰で人間となった際は、顔の模様が消えている。
当初、ネームの段階では「バトロン」という名前であったが打ち合わせで当時の担当がなぜか「バトラー」と呼んでいたため、作者も正式に名付けることになった。
サタン / ルシファー
二代目閻魔大王候補で「悪魔王」とも呼ばれる。ゴクオーからは「サタ公」と呼ばれる。一人称は「オレサマ」。2枚舌の持ち主だが、実は秘め嘘で3枚舌を持っている。元天国の者であるため地獄で唯一天国と地獄両方の力を持つ存在で、天からの罰にも詳しい。風貌は体格の良い成人男性で、ゴクオー同様に非常に鋭い目つきを持つ。
元々は四大天使をまとめる大天使長・ルシファーであったが、優秀な力と才能を持って生まれたが故にその絶対的な力を確かめたく神に対決を挑んで敗れ、天国から見捨てられる形で「サタン」と改名されて地獄に堕とされた。
地獄では神から監視役を頼まれたゴクオーの側近となり、それでも下剋上を狙ってゴクオーに挑むも悉く返り討ちに遭う。しばらくしてナナシノの事件が起きた際、ゴクオーに代わって仕事をするため閻魔大王以外が触ってはいけない印章に触れてしまい、印章事件を起こしたとしてゴクオーに捕縛され彼から印章を触った理由を問われたことで素直に理由を話すも、ナナシノの件で機嫌を損ねていたとはいえそれを頑として信じなかったゴクオーによって、全ての地獄の苦しみを合わせ1000倍にした地獄・無間地獄の奥深くへ500年間封印されることとなり、この一件で地獄からも見捨てられてしまった。
500年後に復活を果たし、地獄で行われた「地獄の釜」のドッキリへ協力後に着替えてくると偽り「オレサマも八百小に行くぞ！」と置き手紙を残し、八百小に向かう。新任校長として就任したが一方では前述の出来事から地獄の未来のためや自らを認めない世界を一変させることを決意、その第一段階として人間たちに悪の心を植え付け現世を第2の地獄にする「現世地獄化計画」を実行しようと動き始めた。
天国での一件でゴクオーが人間になるチャンスをうかがい始末しようとしたが、ユーリィによって阻止されさらにユーリィのキセキによってゴクオーが閻魔大王の力を取り戻したため、しばらく様子見していた。そして神の罰が終わる直前八百小を悪霧で包んで悪口で満たし、現世地獄化の第一歩にしようとしたがゴクオーとネコカラスの活躍で失敗に終わり、さらに地獄を乗っ取るため地獄を襲撃させた8大裏地獄長も10大地獄長の復活により倒された。
その後はガマブクロウの力で少年に化け、左丹下ルシオと名乗って5年2組の児童となる。しばらくして天子の前で左丹下ルシオから本来の姿に戻り過去の印章騒動について彼女へ明かした後、天子から印章に触ったのは当時大変だったゴクオーの力になろうとしたからではないかと指摘され、動揺して天子に襲い掛かるもゴクオーに阻止され、近々開催される地獄選挙で決着を付けようと宣戦布告した。
地獄選挙では、ガマブクロウにわざと岩雪崩を起こさせ巻き込まれかけた地獄の子供を助けて信用を高めたり、ゴクオーがそれぞれ異なる時間に言っていた似ている場面の「地獄、知ったこっちゃねーよ」（「地獄」と「知ったこっちゃねーよ」はそれぞれ別の時間軸での台詞）を繋げゴクオーの信用を失墜させるなどして、一度はゴクオーから大王の座を奪うも全てをゴクオーに見破られ、地獄民の前で真相を暴露する。その際にゴクオーや地獄民、天国に現世などへ対する侮辱を言いたい放題にぶちまけたが全てはゴクオーのウソに騙されて思い通りに事を運ばされただけであり地獄民からの信用も失墜、結果として再び地獄選挙が行われ今度は一票も入れられずゴクオーに大敗した。その後、実力行使に出たところをゴクオーに圧倒され孤地獄無期懲役を言い渡されたことで己の運命に絶望したが、孤地獄への入口に入り込む寸前で駆け付けた天子により一度は手を掴まれる形で救われる（その際にゴクオーやユーリィ、ミカエルたちも天子の行動へ従って手助けをしていた）。
天子から自身を想う本心（僅かな悪も含まれている）を聞かされ、3枚目の舌を自ら引っこ抜いてウソ無しのままゴクオーと対話。彼から500年前の件への謝罪と力になろうとしてくれたことに対する感謝を告げられ、嬉しさのあまり無意識に血の涙を流す。自らの血の涙に驚きながらもそこで誰も自身を受け入れてくれなかったのではなく、本当は皆と仲良くしたいと思っていたのに自ら好んで1人になっていたことに気付き、己の負けを認めると共に「ひとまずは初代の罰を受けよう」と言いながら再び孤地獄への入口に飛び込み、直前でゴクオーに対する再度の宣戦布告をすると共に己を含めた地獄民全員が納得する地獄を作ってみせるといった旨を語り、満足げに高笑いしながら孤地獄へと消えていった。
ゴクオーがネクストのキセキの力でつけられたウソのつけない舌を抜くため、必要な四大天使のキセキが無くてはならなかったことで天子に呼び出されることとなり、それでも彼女と心が1つにならなければ孤地獄から出られないためわざとケンカを吹っ掛け、自身と天子の互いを嫌う心を1つにすることで復活を果たし、孤地獄での反動で我を失っているというウソをつきながらもゴクオーに付けられたウソのつけない舌を抜いた。
ネクストとの決戦ではゴクオーと共闘。ネクストのキセキの力の前に苦戦するものの、ゴクオーがネクストを道連れにすることやそれで天子が悲しむのが嫌という理由で助太刀し、自身に眠るキセキの力を引き出してネクストの常識を上回るキセキで彼を孤地獄へ閉じ込めることに成功した。その後はもしもを考えたゴクオーの地獄王権限により再び現世へ赴き、今度は前校長としてゴクオーと行動を共にするようになる。
ネクストがキセキの多用で記憶喪失と知った際は、ゴクオーの提案に乗ってネクストを自らの甥として紹介し八百小に転入させた。ネクストとの再決戦時にはゴクオーの頼みでユーリィを探し出し、その後はゴクオーやユーリィと共闘した。ネクストとの決戦後は孤地獄に戻ろうとするも、直後に神の命により現世へ留まることになった。
邪仏との決戦時にはゴクオーの頼みによりルシオの姿で現れ、ゴクオーをサポートした。
地獄技
- 悪漢舌 - 基本的にゴクオーと同様の技だが、ゴクオーとは異なる一生人の悪口しか言えない舌を授ける効果と、ゴクオーと同じく一時的に噓のつけない舌を授ける能力が備わっておりゴクオーとの決着では、自分自身の3枚舌を抜いて噓のつけない舌をつけた。
- 舌舌波（） - エネルギー波を放つ。ゴクオーやネクストとの決戦で使用。

形態
- 堕天使形態 - 身体の左右が白黒になった姿。ゴクオー曰く地獄をも支配することも可能。
- 天使形態 - 白い翼を纏ったサタンの最終形態。天国の力も使えるため、天使の右腕に地獄の者が触れた場合は多大なダメージを受ける。

ガマブクロウ
サタンのペット。見た目はフクロウのようで背中にカエルの模様があり、目と嘴の辺りがカエルの顔を彷彿とさせる。「ホーケロ」と鳴く。真の姿は巨大な虫のような生物「ベルゼブブ」。一人称は「ウチ」で、ギャル男のような口調で話す。秘め嘘は「変化」であらゆる人物や物に化けられ、自身だけでなくサタンを少年に化けさせるなど他人に対して使うことも可能。
元々は自らが一体誰なのかを理解できず、誰も自身を分かってくれなかったことで自暴自棄に陥るが後にサタンと出会い、彼から変化は使えそうだと見出され部下になるよう誘われて同時に「ガマブクロウ」という名前（その際に自分がベルゼブブという本来の名前を思い出している）を与えられたことでサタンへ尊敬の念を抱き、彼の部下となる。
サタンの命令でゴクオーの交信機付きネクタイを狙った際は、河川敷で捨てられていたポスターの絵であった人間の子供に化けて「横断アユミチ」と名乗りネコカラスに接触した他、ルシオの歓迎会の前日にはルシオの作戦で天子の心を悪に染めるため、天子へ化けて5年2組が作った歓迎会の飾りを壊した。
地獄選挙の決着後、ネコカラスにサタンとの出会いを語り終えると己を友達と認めてくれたネコカラスに感謝を示しつつも、サタンを裏切るのが怖かったために以前ネコカラスから貰った石を捨ててしまったのを打ち明け、そのお詫びとして自身と同じ姿をした石をあげてネコカラスから感謝の言葉を聞き、満足する。最後までサタンの部下として同様の孤地獄へ行くことを望み、その際にゴクオーから「行ったところで奴には会えんぞ」と言われるがそれを気持ちだと言い返しながら孤地獄へ去っていった。しばらくしてサタンが孤地獄へ戻ろうとした際に復活し、そこでサタンと再会を果たす。
真最終回での邪仏との決戦時には閻魔の力を取り戻したというウソのためゴクオーの冠に化け、邪仏を欺くことに一役買った。
ゴズ
閻魔大王の側近。牛の風貌をしている。
メズ
閻魔大王の側近。馬の風貌をしている。
ルウキ
閻魔大王の新人配下。一人称は「オレ」。
元々は一般地獄民だったがゴクオーに憧れ、努力の末にゴクオーの補佐となった。ゴクオーらと共に魔男について調べている最中に大事な本の『HELL歴』1巻を盗まれてしまい、それを天子のせいにしようとするもゴクオーに見破られウソのつけない舌を与えられた。ゴクオーの指摘により、「本を盗まれた」という同じ状況の中で自身と天子がそれぞれ取った行動を踏まえたことで自らの非を認め、自身への罰として本を取り戻すことを約束した。また、人間でありながらゴクオーとの信頼を深めていた天子のことを外様扱いするなど当初は辛辣な態度を取っていたが、前述の一件で己以上にゴクオーを理解していると天子を認め彼女に謝罪した。その後は本を取り戻すため現世を訪れ、モヘジ・ヘメと対峙する。キセキの力の前に追い詰められて重傷を負ったものの、それでも巧みなウソを用いてモヘジから本を取り戻せた。
名前の由来は「ルーキー」。
ジュウオウ
ゴクオーのかつての仲間。一人称は「オレ」。「力のジュウオウ」と呼ばれていた。
サトリこと後の邪仏やゴクオーと共に、今の地獄が再興される前の最初の地獄の治安を守っていたが、後に神を巻き込んでの革命を目論んでいたサトリの信頼支配の術に操られ、同じく操られた他の者たちと共に地獄を滅ぼしさらに抵抗するゴクオーにサトリから操られるまま攻撃しようとするも、術の掛かりが甘かったため攻撃の手を緩めた直後、神の天罰によりサトリが間に封印される際にはサトリが鼬の最後っ屁としてゴクオーに向けて放った攻撃から庇い、致命傷を負う。最期は魂だけの状態となり、ゴクオーに閻魔大王としての力を与えた。
真最終回では、ユーリィに閻魔大王へと戻すキセキをゴクオーに与えるよう幻となってゴクオーと共に頼んでおり、全てが片付いた後は番崎たちに感謝されゴクオーのオーラとして初めて笑みを浮かべた。
サトリ / 邪仏（じゃぼとけ）
ゴクオーのかつての仲間。物語における最後の敵。一人称は「余」。「知のサトリ」と呼ばれていた。当初は糸目であったが、本性を表してからは目を開くようになる。
一見するとにこやかな振る舞いで常に平和を考えるなど心優しく、故に他の仏や地獄民からの信頼も厚かったが、その本性は腹黒く計算高い策略家で、後述の経緯もありゴクオーをして「最悪」と言わしめるほど。地獄の者であるにも拘らずキセキも放てる他、世のため人のため考えぬき絶望して散った仏たちの無念の魂を味方に付けており、その魂を攻撃の手段として活用もできる。
世の中がどうすれば平和になるのかを考えた末に「皆いっしょになる」ことこそが平和だと悟り、天使を操りキセキの力を使って、世の中の生き物全ての個性や感情を失わせて自らの忠実な下僕にすることで、真の平和を築き上げようと画策する。
最初は神を巻き込んで革命を計画し、前述の優しい演技で周囲を騙しつつも信頼を勝ち取り、天国が完成する直前にて信頼支配の術でジュウオウを含めた全員を操り、魂の軍団を率いて地獄を滅ぼした。その後は唯一操られなかったゴクオーと対峙するが、最中に神の天罰により永遠に間へ封印されるも、寸前に悪足掻きとしてゴクオーに攻撃したがジュウオウが庇ったことで失敗に終わる。
数年後にネクストが発動させた究極の嘘により、間にヒビが入ったことでそこから他の間にも移動できるようになり、他の間にいた魔男と接触。魔力を持つ彼に目を付け、魔男とその一家を信頼支配の術で騙して強力な魔力を手に入れさせ、魔男が生み出した間から出るための鍵を使って間の扉を開けることに成功した。そして間のあいだから姿を見せる形でついにゴクオーの前へ現れ、手始めにゴクオーのクラスメイトに対して彼の正体をバラし目的を明かした後、自身の代わりにゴクオーを永遠に間へ閉じ込めようと襲い掛かるが、天子およびクラスメイトの機転により自らの動きが封じられ、その隙にゴクオーによって再び間へと閉じ込められた。
しかし万が一のためとして間から出る鍵のスペアを用意しており、扉を開けゴクオーの前に再度現れる。信頼支配の術で八百町の大人全員を操ってゴクオーを捕まえるよう差し向け、術を解くために隠した自らの舌を探そうと動くゴクオーらを邪魔するが、大人たちはルシオやネク助も含めたゴクオーのクラスメイトによって足止めされ、術もユーリィによって舌を切られたことで解除される。
これに激昂し、遂に自らゴクオーと対峙して彼を追い詰めるも、天子たちが一斉に言い放ったウソの応援を受けて復活したゴクオーに圧倒される。ゴクオーからは人のため平和のため考え抜いて悟ったことはウソであり、本当は途中で人間に絶望し諦めており「悟り」という大層な名前を付けて人間を見限っていただけと指摘され、残った舌を引っこ抜かれて敗北。これまでの多大な悪事を裁くため彼の手で地獄へ堕とされる末路を辿った。地獄では特大の罪人を裁く時だけに現れる「無仏世界・閻魔王庁」にて裁きを受けることとなるが、その後どうなったのかは不明。
技
- 信頼支配の術 - 相手の心の不安を煽り、そこから自身の言葉を信じ、信頼した者を操る。使用者本人を倒すか舌を切ることで術を解除できる。
- 大舌相（） - 己の舌を刃物のように鋭くして相手を攻撃する。
- キセキのマンダラ - 全キセキをマンダラにして相手に放つ技。

ゾウクジャク
邪仏のペット。象のような見た目の魔怪物。
突進時は四本足で動くが、通常は二本足で立っている。「ミャオーン」と鳴く。最初は邪仏のポッケに入るくらいのサイズだったらしく、彼が間に閉じ込められているあいだは大型となるまで育てられた。邪仏によりゴクオーの足止め役として間から現世に送り込まれ、彼の前に立ち塞がるも現れたルシオとネク助に倒される。
邪仏との決戦後は改心し、魔男一家のペットとして暮らしている。

#### 10大地獄長
グンショー
火責め地獄長。
リーゼントが特徴的な鬼で、古典的な不良のような恰好をしている。短気で暇さえあればキレており、よく「コラ！」と口走る。面倒見が良く、部下からの信頼も厚い。以前はネイターの子分であった。炎の使い手であるにもかかわらず実は猫舌で、熱いものを食べる際は冷ましてから食べている。炎を自在に操るが、秘め嘘で水も出せる。天子と初対面の際は険悪な状態であったが、後に大きな度胸を見せた姿を受けて彼女を気に入り、以降は他の地獄長共々天子を可愛がるようになる。
趣味はバイクいじりで、現世での好きな食べ物は明太子。
名前の由来は「軍将（）」。
レツ
極寒地獄長。
常に冷静沈着でクールだが、修行で作った氷をかき氷にして地獄の子供らに振舞うなど優しい一面もある。少年のような見た目だが地獄長の中では3番目に年上。グンショーとは犬猿の仲。地獄拳法の使い手で、氷を駆使して闘う。ゴズとは師弟関係。神の罰で人間となった際には髪が黒に染められた。
趣味は修行で、現世での好きな食べ物は冷やし中華。
名前の由来は「氷裂（）」。
ネイター
針地獄長。
体格の良いワイルドな壮年男性の容姿をした赤鬼で、普段からサングラスをしている。頼れる兄貴分で、グンショーからは「ダンナ」と慕われる。軍隊出身で普段はめったに喋らないものの本人は「そんなことはない」と語っている。全身を針のように鋭くできる。本当の顔を隠したがるため素顔を知る者はいない。本作品と同じく『コロコロコミック』で連載していた『ド根性小学生ボン・ビー太』に彼の弟が一度登場している。
趣味は裁縫で、現世での好きな食べ物はステーキ。
名前の由来はドイツ語で「（毛皮を）縫う人」を意味する「nähter（）」。
タメイキ
砂地獄長。
黒いスーツを着用しているお姉さん的存在。いつもため息をついており、冷たい性格に見えるが割と世話好き。地獄でその日暮らしをしていたところをゴクオーにスカウトされた。
砂や流砂を操り、溜めて一気に吹き出す能力を持つ。息が凄まじいほど周囲を瞬く間に吹き飛ばせるほどの砂を吹き出すのも可能。秘め嘘は全身を砂にできることである。
趣味はとくになしで、現世での好きな食べ物はあんこ。
名前の由来は「溜息」。
チチジ
電気地獄長。
中年サラリーマンのような風貌をしている。普段から穏やかで言葉遣いも丁寧だが、実は地獄では最強の鬼らしく怒ると非常に怖い。妻子持ちで、家族をこよなく愛している。
身体から電気を発し、寝る時は少しだけ電気を出し続ける。電光石火の如く速く走るのも可能。
趣味は地獄一周マラソンで、現世での好きな食べ物は焼き魚。
名前の由来は「父」「親父」。
カゲスキ
暗闇地獄長。
忍者の風貌をしている。忍者の通り影に生きて主であるゴクオーを守ることを自らの務めとしている。
地獄忍法の使い手であり己の影によって幻影を作り出せる他、忍具の入れ場所にもしているが時々暗闇故に忍具を見失ってしまう欠点がある。
彼の担当する暗闇地獄は、真の暗闇の中で何をされるか分からない恐怖で地獄の中でも厳しいとされている。
趣味は修行で、現世での好きな食べ物はおかかのおにぎり。
名前の由来は「影」「隙」。
マダム・グロリアス
閃光地獄長。
上等な浴衣姿の老人女性の外見をしている。地獄長のまとめ役ポジションで、厳しく口うるさいが思いやりもある。
昔はバトラーや地獄王になったばかりのゴクオーの教育係もやっていた。「○○ザマス」が口癖。趣味は日本舞踊で、輝きを放ち続けたまま踊る。
無数の閃光を放てる。
趣味は舞踊およびお茶で、現世での好きな食べ物は寿司。
名前の由来は英語で「年配の女性」を意味する「madam（）」と「輝かしい」を意味する「glorious（）」。
リョク
植物地獄長。
若い男性の容姿をしている。地獄では有名な医者でもある。めんどくさがり屋で寝ていることが多いものの、策はきっちりとしている。女好きでナンパ癖あり。身体から自在に植物を出し、またその中でも自身の身体から『地獄藻』を作り出し相手の動きを封じられる。
趣味はナンパで、現世での好きな食べ物はパスタ。
名前の由来は「緑（）」。
ゴリゴリゴーレム
岩石地獄長。
地獄長一の巨体で全身が岩石で構成されているロボットのような姿をしているが、それは周囲の石や岩石と融合して自身の身体の一部にできる能力で大きく見せているだけに過ぎず、実際は頭の部分のみが本体という小さな姿。強力なタメパンチを得意とする。「ゴーレム、つよい」のような片言で話す。地獄長の中では最年少。
神の罰で人間となった際には筋肉体質の男性の姿に変えられた。
趣味は登山で、現世での好きな食べ物はハンバーグ。
名前の由来は「硬さ」のオノマトペである「ゴリゴリ」と「ゴーレム」。
コトワリ
言霊地獄長。
実は天国出身で、神の生み出すキセキで生まれた奇跡の塊。身体は小さいが物知りで、天国の極秘機密まであらゆる知識を知る情報通。言霊を操れる。地獄で一番の頭脳を持ち、可愛さにも磨きをかけている。「〜でチュ」が口癖。
神の罰で人間となった際には赤ん坊の姿に変えられた。ネクストがネク助でいる間はゴクオーからの要請で現世に来ており、ネクストとの戦闘では天子を守るという形で参加する。
趣味はかわいいポーズの研究で、現世での好きな食べ物はイチゴ。
名前の由来は「理（）」。

#### 8大裏地獄長
サタンの手下。地獄の中ではゴクオー派ではなく、サタン派である。
サタンの命令を受け、10大地獄長が不在で手薄となった地獄を襲撃するも、ゴクオーとネコカラスが悪霧を消滅させている間に復活した10大地獄長にまとめて倒された。その後は全員が囚人となっている模様。

#### 裁かれた魂たち
禊 時金（みそぎ ときかね）
現世で悪事を働き、地獄に落とされた魂の1人。
2006年12月29日に駄菓子屋で盗みを働いており、これに興味を持ったゴクオーから何を盗んだのか聞かれ少しでも罪を軽くするため「ナガ〜イ棒」というお菓子を万引きしたとウソをつくも、浄玻璃の鏡でウソが露見する。さらにゴクオーのウソを交えた追及によって、数百万円する時計を盗んだと自白してしまう。
そこで地獄へ来ていた天子を人質にしようとするも、ネコカラスに踏みつけられ最後は「地獄でウソをついた」ため無間地獄に堕とされた。
地獄でのドッキリの時にも登場し、地獄の釜の蓋を閉めようとした時は土壺や他の魂たちと共に現れ、生き返らせなければ地獄の釜の蓋を開けるとゴクオーを脅したが、ゴクオーらのウソに騙され無間地獄プラス10000年の刑を受ける羽目になった。
名前の由来は「禊ぎ」「時は金なり」。
土壺 浜流（どつぼ はまる）
現世で悪事を働き、地獄に落とされた魂の1人。
当初はカゲスキが担当する暗闇地獄行きが決められていたものの、それが嫌で地獄中を逃げ回っていた。せめて楽な地獄へ行きたいがため、2001年6月16日に車に轢かれそうになった老人を助けたとウソをつく。しかし浄玻璃の鏡で実は助けるつもりはなく、老人の持っていたカバンに入っていたお金をひったくるついでに意図せず老人を助ける形になっただけであったことが判明した。
さらにゴクオーの呼び出しで地獄に来ていたユーリィが天国からその時の老人を証人として呼び出し、老人にひったくりを暴露される。そして「地獄でウソをついた」ということで無間地獄に堕とされた。
地獄でのドッキリの時にも登場し、地獄の釜のウソに禊や他の魂たちと共に現れ、生き返らせなければ地獄の釜の蓋を開けるとゴクオーを脅したが、ゴクオーらのウソに騙され無間地獄プラス10000年の刑を受ける羽目になった。
名前の由来は「土壺にはまる」。
ナナシノ
500年前の地獄に現れた特霊魂で、500年前の大騒動の発端でサタンを無間地獄に堕とすきっかけを作った事実上全ての元凶。一人称は当初は「ぼく」、成長後は「ワタシ」。
神の命によって地獄で保護されることとなり、すぐゴクオーへ懐いたが当時の人間へ興味を示していなかったゴクオーから人間は愚かな存在であることを聞かされ、人間に対する偏見を抱くようになる。地獄での日々を過ごしていく内に言葉を話したり仕事をこなしたりと凄まじい成長を遂げてきたが、ある日に天国からの知らせで人間に生まれ変わることを聞いた途端、前述から人間になることを拒絶。さらには自分勝手な地獄と天国の両方に対して嫌気が差し始め、遂には全てから逃れるため永遠に"ナナシノ"として存在することを決心した。その1週間後には全ての生き物と一体になれるまで成長しており、その能力を利用して地獄と現世を繋ぐ「輪廻の扉」の結界を天使の身体となって破り、さらに駆け付けたゴクオーの身体を乗っ取って扉を開けることで現世への逃避行に成功、以降は様々に姿を変え謳歌するようになる。
しかし500年も現世へ居続けたために霊体は衰え始め、やむを得ず普通の人間である石豆の中に入り回復しようとしたが、石豆と過ごしていく内に人間のイメージがゴクオーから聞かされていたものとかけ離れていたこと、石豆の心の中での話し相手になり本当は人間は愚かではなかったこと、ゴクオーにウソを見抜き迎えに来てほしかったことに気付く。
ゴクオーとの決戦では、ゴクオーを彼の心の中の世界に連れ込み真の目的としてゴクオー自身になるべく同じ姿と化し一時はゴクオーを圧倒するも、天子の言葉で立ち上がったゴクオーから返り討ちに遭いウソのつけない舌を与えられた。全てを話した後は500年前のことをゴクオーから謝罪され、500年の時を経ての和解を果たすと「あるサプライズ」を残して人間へと転生。石豆の弟・喜生（はるき）として転生したことが示唆されている。
名前の由来は「名無しの」。

### 天国
神が治める地獄とは対をなす世界。善人の魂がこちらに収められている。
天使たちは人間を幸せに導くために“キセキ”を分け与える仕事をしている。神を守る四大天使はそれぞれ常人を遥かに超える戦闘力を持ち、その実力は1人につき「ゴクオー1人分」だという。
遥か昔には存在しておらず、天使も地獄で暮らしていたことや地獄に魂が増加するあまり圧迫しかけていたことが原因で天国は創られ、善人と悪人の魂を分けられるようになったことがゴクオーの秘め嘘により明かされている。
本作では魂たちは輪廻転生によって別の命に生まれ変わるとの記述があるが、天子の祖母や番崎の祖父など転生せずに天国にとどまっている例もあり、詳細は不明。
神
天国の序列の頂点に長らく君臨する存在であり、四大天使を幹部として従えているが、その姿形、性別、技、いつ誕生したのかなどが物語を通して一切明かされていない。
セリフも一切登場せず、作中では単に「神」と呼ばれる。天国が誕生する直前にサトリに罰を与えているため、天国が誕生する以前からも存在していたことがわかるが、詳細は不明。
必要に応じて罪を犯した天国の者、もしくは地獄の者に遠隔で各種の「罰」を与えることができるが、天国と相反する地獄の長であるはずのゴクオーも処罰可能範囲に含まれているなど、天国の者はおろか、地獄の者でも歯向かえない絶対的な存在といった描写がなされている。

#### 四大天使
ユーリィ・L・神城（かみじょう）
天国からの使者で神の御前に立つ四大天使の1人。少年の容姿をしており、正式名称は“大天使ウリエル”。ゴクオーからは「ユリ太郎」と呼ばれている。一人称は「ボク」。金髪で顔立ちは整っており、身長はゴクオーよりもわずかに高い。気障な性格であり、天子に対しては一見紳士的に振る舞う。
実は以前から天国で天子のことを知り、彼女の良心に惚れ込んでいた。そして世界を幸せに導く大天使へと育て上げるべく天子を連れて行こうと企み、その計画の1つとして極級魔怪物ベルゼ・バルゼを100年以上早く召喚することでゴクオーが地獄へ戻った隙を突き、天子を連れ去ろうとするも失敗。現世に現れて6年の転校生として八百小を訪れ、天子のコンテストの絵を汚し事件を起こした。事件解決後はゴクオーが現世のルールへ拘るようにしばらく様子見することになり、児童会へ入会した。
初めてゴクオーおよび天子の強力な敵対者として登場したが、ゴクオーのウソ暴きに（裏はあったものの）協力したり、ゴクオーの無実を訴える天子を一方的に罵倒する教育実習生の酉馬に対し自らウソ暴きを始めたりと、あくまで天子に執着しているようで根っからの悪人という訳ではなかった。ゴクオーとは昔からの知り合いで険悪な関係である。
ゴクオーとの決戦ではゴクオーを圧倒、天子の天使化へ成功したかに思われたが実際はゴクオーの単純なウソに翻弄されただけに過ぎず、天使化も阻止され失敗に終わる。ゴクオーに手の内を明かされ同時に嘲笑されたことで激昂し再び襲い掛かるも、キセキを使い過ぎたことが災いして逆に圧倒されウソのつけない舌を与えられた。
その後、本当の目的は天子を大天使に育て上げようとしたのではなく「優しい人間を優しいままでいさせてあげる」ことや、数年間の成長と共に心が悪に染まっていく人間に対してキセキの力が足りず天使としての役割と使命に疑問および不安を抱いていたこと、神の目を盗んで人間を“天使化”する計画をラクレスと共に進めていく内に天子の存在を知り現世で黒くなってしまう前に天使化しようと画策していたことを全て明かした。
さらにはゴクオーが連れて来た天子の祖母（グンショーが探し出した）から天子に関することを諭され、人間はどんな困難も乗り越えられると知ったが最初はそれを受け止められず、何のために天使が存在しているのかとヤケクソになったところを天子から「たくさんのキセキをありがとう」と感謝され、自身が知らないところで沢山の幸せを与え続けたことで天子のような優しい人間が存在したことや、そのためにしっかりと天使としての役割と使命も果たされていることに気付き落涙。最後には天子に「現世に負けないでくれ」とエールを送った。
騒動後は天国の果ての堕天牢へ幽閉されたが、神からの罰で現世で人間をサタンから守るため復活。さらには神からのもう1つの罰でゴクオーにキセキを分け与え、彼を一時的に復活させた。そしてゴクオーの完全復活により、分け与えたキセキも自身に戻った。
歓迎会前の事件の際はガブリエルと共に天子の疑いを晴らし、八百小に残ることになり八百小卒業後も500年前にゴクオーが逃した魂（ナナシノ）を追うべく八百町へ留まることになる。ナナシノの事件が解決してしばらくした七夕祭りの日、人間に変装したネクストを追って逆にネクストから追い詰められるも、この時にネクストのキセキに対抗するには強力なキセキの力が必要と考え、そこでネクストのキセキの力を手に入れるためあえてわざと封印された。そして時間をかけてゆっくりとキセキの力を吸収し続け自分のものとすることに成功し、ゴクオーに頼まれたサタンから発見された頃には自ら封印を解いて復活した。その後はネクストの「究極の嘘」を阻止、ゴクオーやサタンと共闘した。
邪仏との決戦時には邪仏の舌を切って信頼支配の術を解いたり、神の天罰により再び人間になってしまったゴクオーにキセキの力を与えて復活させるなどサポートした。
天国技
- ヘブンズゲート - 悪いウソツキを天国に送り、相手の将来の夢を現実に変えた後で地獄へ堕とす。
- ウィングクロス - 素早く相手を十字に切りつける技。サタンやネクストとの戦闘で使用。

ミカエル
四大天使の1人。サタンの弟。外見は容姿端麗の若い成人男性であり、四大天使の中では唯一大人の容姿をしている。肉弾戦の他に剣術も使う。
仲間を犠牲にして1人ユーリィの下へ向かうゴクオーに怒り狂ったが、その「ウソ」こそが地獄の者にとっての「絆」であることを知る。
歓迎会前の事件解決後はサタンを食い止めるべく、ユーリィと共に八百小へ残ることになった。サタンとの決戦後は天国に戻る。
ラファエル
四大天使の1人。ゴクオーやユーリィよりも年少に見える少年の容姿をしている。やんちゃな性格で人を小馬鹿にする態度を取るが、ユーリィやゴクオーたちにいずれ神からの罰が下ることが決まった際は少しでも罰が軽くなるように頼もうとするなど、優しい一面もある。
ガブリエル
四大天使の紅一点。いつも食べ物を口にしている。少女の容姿をしている。言葉を発さない。
ガマブクロウ同様にどんな相手にも変身できる能力を持っているようで、歓迎会前の事件の際には天子そっくりに化け（ユーリィはフランスでのいとこと説明した）、天子への疑いを完全に晴らすのに一役買った。

#### その他の天国の者
ヘビバト
ユーリィのペットでヘビと鳩が融合したような生物。普段はユーリィが首に巻いている。ネコカラスとは案外仲が良かったりする。本当の姿は古代の象徴の1つとして知られる「ウロボロス」。「ニョロッポー」と鳴く。一人称は「ミー」、二人称は「ユー」。
真最終回での邪仏との決戦時には、閻魔の力を取り戻したというウソのためネコカラスと共にゴクオーのマント役になり、邪仏を欺くのに一役買った。
ラクレス
ユーリィの部下で、天国側のバトラー的存在。翼が片方しかない。
基本はユーリィに忠実で、部下としてユーリィの計画を唯一把握して手を貸しており、ゴクオーに呼ばれて地獄へ行っていたユーリィの指示で代わりに天子を連れ去ろうとしていたこともある（結果として先手を打っていたゴクオーが送り込んでいた地獄長たちに阻まれる）が、時にユーリィの無茶な行動には苦言を呈することもある。騒動後はユーリィ共々捕らえられるが、後にユーリィと共に復活。彼が八百町に赴いて留守の間は天国に残り、他の天使たちと一緒に人間へキセキを送る仕事に徹した。
天子の祖母
天子が八百小に入学する前に他界しており、生前は学校を頑張ってほしい天子のため筆箱を作ってあげた。ゴクオーとユーリィとの決戦後にゴクオーの配慮でユーリィの前に姿を現し、天国で天子を見守っていることを明かすと同時に自身が亡くなって悲しいにも拘らずそれを堪えて気丈に振る舞った天子を「強い子」だとユーリィに説き、彼に「人間はどんな困難も乗り越えられる」と気付かせた。その後は天子と束の間の再会を果たし、現世へ帰る天子に別れを告げ笑顔で見送った。
番崎 竜次（ばんざき りゅうじ）
番崎の祖父。5年前に番崎と遊ぶ約束を果たせず他界してしまい、その約束を果たすためお盆を利用してユーリィのキセキでゴクオーたちと同年齢の少年の姿で蘇生した。
番崎たちの前に姿を現した時は「リュウジ」と名乗っていた。世代の名残からかベイ丸とベーゴマを間違えて紐を出してしまったり、別れ際にうっかり番崎のことを「タツ」と呼び虎丸のことを話してしまうなど詰めが甘いものの、壁に落書きをしていた青年2人を注意するなど度胸もある。
その後、ゴクオーとユーリィへ自身が気になっていた「“番崎の友達の誰か”の身体に魂が2つ存在している」ことを話し、天国に帰っていった。
ネクスト
神の後継者を名乗る謎の男。一人称は「オレ」。表の顔は陽気な性格で口調も軽く、話す際は英語を用いたりと砕けた感じだが一方で自身の思惑のためには手段を選ばなかったり独自の作戦でゴクオーを出し抜くなど、裏の顔も覗かせている。「GOD（ゴッド）だ」が口癖。
神に最も近い存在がゆえに、キセキの力をほぼ無限に出せる。また、「神眼」を用いて人間の心の声が見られる（ゴクオーの心の声は読み取ることができない）。本人曰く現世はおろか人間のことは何とも思っておらず、ゴクオーとの対話でも「虫ケラ」と罵っている。神になればゴクオーを一番の部下にしようと考えているが、前述の人間に対する考えもあって彼が人間と一緒にいるのは快く思っておらず、また現世に残っていることも疑問視している。
ナナシノとの因縁に決着をつけたゴクオーに罰を与えるため、天国からやってきた。しかし本当は罰を与えるつもりはさらさら無く、真の目的は「究極の嘘」をゴクオーに見せることであった。そのためにまず一番厄介なユーリィを膨大なキセキで封印し、ゴクオーとのババ抜き勝負でわざと負けて目的をゴクオーへ告げたことで宣戦布告した。
「究極の嘘」に必要な向月の“怒り”、赤花の“苦しみ”、番崎の“喜び”といった人間の高ぶった感情を奪うために暗躍し、番崎の喜びを奪った後はゴクオーにいつまでも現世でフラフラしていることへの罰としてウソのつけない舌を与えた。その後、サタンを呼び出そうとすることを知り止めようと地獄に現れ、バトラーとネコカラス、リョクを倒すも結局サタンの復活を許し殴り飛ばされる。サタンやゴクオーと戦闘へ発展し、途中で散々人間を愚かだと思っていたにも拘らず天子を名前で呼んだことでゴクオーから「人間に興味がある」と指摘され、激怒しサタンに傷を負わせるも最終的にはキセキの力を引き出したサタンとゴクオーにより、孤地獄に閉じ込められた。
しかしその際に地獄の扉へほんの少しキセキを忍ばせていたらしく、しばらくして脱出したもののキセキの使い過ぎで記憶を失う。彼を人間として生活させ人を知ってもらおうというゴクオーの計らいにより左丹下の甥・輝石野ネク助として八百小に送り込まれ、6年2組の児童として一時を過ごしていく内に人間のことが好きになっていったが、強い風で門が閉まった瞬間の音を地獄門が閉まった音と重ねたことでネクストとして生きた記憶が完全に蘇ってしまう。そして天子の前で真実と自身の目的を話した上でお気に入りだった写真を破り、さらにはゴクオーを封印したとウソをつくことで天子の“悲しみ”を奪い、遂に「究極の嘘」を発動させる。
その「究極の嘘」とはゴクオーが初めて八百小に来た日に時間を戻し、そこでゴクオーのウソ暴きを邪魔し、ゴクオーと人間との繋がりを消して天国・地獄が創られた時代に戻り、完全な神になるべく再度歴史を創り直すというものだった。しかしゴクオーのウソ暴きを邪魔しようとした際、天子のウソを聞き自力で「ここは“今”じゃない」と記憶を取り戻したゴクオーによって時間を戻され、さらには復活したユーリィにより「究極の嘘」は完全阻止される。
ゴクオー・ユーリィ・サタンとの戦闘中に写真を修復する天子を見て油断し、その隙を突かれキセキを吸い取る結界に入れられて元の姿に戻った。その正体は神の後継者でもない神の生み出すキセキで生まれた、ただの奇跡の塊でコトワリにそっくりな外見をしている。
ゴクオーからの指摘により、人間を想っていることやもう強大なキセキを持つ者ではなくなったこと、神から生まれた者・神の子・神の後継者だと思い込んで奇跡の如く成長してしまったことなどを知り、自らにはもう何も無くなったと絶望するも天子から友達だと励まされ、それに悪態をつきながらも嬉しさのあまり涙を流し、最後のキセキで自ら破った写真を元の状態に戻した後は長い眠りについた。その後はユーリィに連れられ天国に戻る。
邪仏との決戦時には、天子が持っていた写真に残っていたキセキの力ですぐさま駆けつけネク助として現れ、ゴクオーをサポートした。
名前の由来は英語で「次」を意味する「next（）」。

### 魔男一家
魔男（マダン）
自ら”オモシロイ”世界を創るため現れた、謎の少年。一人称は「ジブン」。性格は飄々として掴みどころが無く、かつ冷静沈着な雰囲気を纏っている。空を飛べる他、魔力の回復と増量ができる魔法陣を作り出したり、どんな場所からでも人を呼び出せる。そして凄まじい魔力を秘めていて、魔法が使える女性の事を魔女ということから、魔法を使える男性として「魔男（マダン）」という名前になったという。
正体は後述するモヘジとヘメの間に生まれた人間であり、1000年ほど前に前代未聞の危険生物と見なされ、天国と地獄の「間（）」に閉じ込められる。閉じ込められてから数年の間はキセキの力で作った間を繋ぐトンネルを通じてモヘジたちから毎日食事を貰いながら成長していたが、後にモヘジたちが間からの復活を目論む邪仏に従って契約を結んだことにより間から解放される。その後はモヘジたちと共に現世へ行き、そこで明るく広い世界の全てを知り世界は他人だけが面白い世界になっていることが気に入らず、魔力を最大まで溜め自分だけが面白い世界を創ろうと画策する。
魔力を溜める傍ら目的の一環で現世のことも学んでおり、その時に駄菓子屋にいたゴクオーや天子を見つけて天子に声を掛けたり、ゴクオーたちの子猫探しに付き合ったりと2人に接触し始めるようになり、その際にはゴクオーに対して「ウソを知らない」「ウソを教えてよ」と告げた。
その後も、サッカーの試合へ挑むゴクオーたちの前に現れて試合に参加するなど行動しながらも魔力を溜め続けており、ゴクオーとの戦闘の最中についに魔力を最大にまで溜められたが直後に間から出るための鍵を生み出し、結果として邪仏の目論見通り間の扉を開けることに利用され、さらに自らでも制御しきれない程の強力な魔力が宿り暴走し始めてしまう。後にゴクオーと天子の共同作戦により元へ戻り、ゴクオーからモヘジたちが両親であること、モヘジたちからは自分が生まれてからの経緯などを聞かされ全てを知るに至る。そして天罰が下るモヘジたちを助けようとウソを言ったことで、ウソが面白いことにようやく気付き笑顔を見せた。
その後は「ダン」と名を変え、天罰により人間となったモヘジ・ヘメと共にとある村で一家として暮らし始める。
邪仏との決戦時には、利用されたとはいえ邪仏の復活に手を貸してしまった責任を取るため駆けつけ、魔力で作った邪仏が隠した舌の場所を見つけ出し封印を解くカギを渡すなどしてゴクオーをサポートした。
モヘジ / デウス
『魔男を守りし者』の1人。「へのへのもへ」の仮面を付け黒のフードを身に纏う。キセキの力を使えると思われたが彼自身は地獄の者であり、実際に使っていたのは天国の者であるヘメの方であった。
正体は蜘蛛の糸警備獄卒・デウスであり、蜘蛛の糸を警備していたある日に天国から堕ちてきたモニアを看病している内にお互い惹かれ合い、後に人間の子供である魔男を授かった。しかし「愚かで争いを起こす」とされる人間を敵視する周りの者から、魔男を取り上げられてしまう。
魔男が間に閉じ込められた後はモニアと共に理不尽さと怒り、悲しみに打ちひしがれる。魔男に会いたい一心からモニアが作ったトンネルから成長を見守ることしかできなかったが、ある日、魔男のいる間を通じて間からの復活を目論む邪仏に唆され、不信感を抱きつつも魔男を幸せにするためモニアと共に邪仏に従って契約を結び、魔男が間から解放された後はモニアと共に正体を隠して行動するようになる。
魔男について調べるゴクオーたちの前に現れ、魔男について書かれているとされる本（HELL歴1巻）を盗み、去り際に「魔男について調べるのはやめろ」と警告した。その後も魔力を溜める魔男を見守っていたが途中でルウキに本を取り返され、さらにモニア共々ゴクオーに正体を知られてしまう。全てが片付いた後は神の罰によりモニアと同様に人間と化し、魔男と共にとある村で一家として暮らし始める。
ヘメ / モニア
『魔男を守りし者』の1人。その正体は天国の者。「へめへめしこ」の仮面を付け白のフードを身にまとう。前述の天国の者であるが故にキセキの力を使うことができ、正体を隠すためにキセキの力をデウスと同時に発動しているよう見せかけた。
正体は上級天使・モニアであり、地獄へ堕ちた際に世話を命じられたデウスに惹かれ、人間の子供である魔男を授かった。その赤ん坊を取り上げられた際、魔男に会いたい一心でキセキを使い間を繋ぐトンネルを作り、成長を陰ながら見守っていた。
全てが片付いた後はデウスと同様に神の罰により人間と化し、魔男と共にとある村で一家として暮らし始める。

### その他
高村 国助（たかむら くにすけ）
松叶小学校（）の男児。1人で登校中、町を騒がせているマフライオンに出くわして宝物のサイフを強奪され（正確には大人しく手渡した）、通りがかったゴクオーと一緒に犯人を探すことになる。
事件解決後、金が金がと言っておきながら本当はサイフが大事であることをゴクオーに見破られ、真実を話した。その後、正直者に興味はないと立ち去るゴクオーに感謝した。
真最終回にて台詞のないモブとして登場した。
通学路のマフライオン
「八百小のウソツキゴクオー」と同様に噂されている人物。小学生を捕まえてはお金を奪っていくカツアゲ犯。その名の通りライオンのような髪とマフラーが特徴だが、正体は眼鏡をかけた男子学生。
男子学生としての振る舞いは物腰柔らかだが本性は下劣そのもので、ゴクオーからウソのつけない舌を与えられた際には喋る前にその場から立ち去ろうとしたり、真相を話した際は悪事を働いたにも拘らず内心で「人生棒に振る気か」と叫んでいた。
マフライオンの一件で容疑者の1人になるが、ゴクオーに疑いを指摘されたためにウソで塗り固め罪から逃れようとしていた。しかし結局はゴクオーに見破られた挙句ウソのつけない舌を与えられ、マフライオンとしての所業を警官の前で全て暴露した末に逮捕された。
真最終回にて台詞のないモブとして登場した。
コンビニ店員
ゴクオーが立ち寄ったコンビニの店員。
番崎たちがプレイしていたガチャガチャのレアフィギュア「ゴールドラゴン」を、店にカプセルが入荷した際に全て抜き取りネットオークションで転売していた。しかしゴクオーにウソを見破られてウソのつけない舌を与えられ、店長の前で自らの悪事を白状したことで解雇された。
真最終回にて台詞のないモブとして登場した。
事件解決後、店員によってガチャガチャで搾り取られたお金も無事に番崎たちの手元へ戻った。
コンビニ店長
ゴクオーが立ち寄ったコンビニの店長。
人柄が良い、温厚な性格。店の混雑に伴い、店員を呼びに向かった際にその店員が裏で店のガチャガチャのレアフィギュアを転売していたことを知ると、番崎たちに深く謝罪する上でガチャガチャで搾り取られたお金の返金やレアフィギュアの補充を約束し、店員を解雇した。
またあるときには中学生が雨地のレアカードを奪おうとしたことを知った際は、反省をさせるためとして先生たちに迎えに来て説教してもらうよう彼の中学校へ連絡した。
桐森 リヨ（きりもり リヨ）
かつての八百小の児童で、天子の親友である少女。八百小を転校する際、彼女のリボンの1つを友情の証として天子に渡した。
転校から1年経った日には八百町へ遊びに来た際、彼女がゴクオーや美知代とすっかり仲良くなったのを見て、それに対する疎外感・孤独感からリボンをわざと外して美知代の近くに置いた。しかしゴクオーにウソを見破られ、美知代と共にウソのつけない舌を与えられた。その後は転入先の小学校で新たな友達ができない寂しさを重ね、自ら事件を起こした張本人だったことを吐露した。
事件解決後は天子に詫びて美知代とも和解、友人もできたようで、夏休みにその友人ら共に八百町へ遊びに来ていた。
真最終回にて台詞のないモブとして登場した。
不良の高校生
ひょんなことで挑んてきたグンショーからのタイマンを受けるが、携帯電話で仲間6人を呼び7対1での勝負をする。
「漢のウソ」を番崎に見せるため降参したグンショーを7人で袋叩きにするものの、ゴクオーの作戦により用意した決闘の場が八百町のパトロールゾーンであったため、仲間と共にパトロールで来た警官から逃げていった。
その後、交番にて警官の前で抵抗しただけとウソをつき、ゴクオー・グンショー・番崎の3人に罪を被せようとするも、ゴクオーにウソのつけない舌を仲間共々与えられ、警官に泣きながら罪を認め日頃の不満や悩みから悪さばかりしていたことを打ち明けた。
酉馬（とりま）
八百小に教育実習生としてやって来た大学生。表向きでは5年2組の児童とも早く打ち解け教育実習にも必死に取り組んでいるが、実際は女子中高生が目当てなだけの女好きで、八百小での教育実習も真面目に取り組むつもりは無かった。
しかしテストの採点中、不注意から諸事情（表向きは風邪としてだが、実際は地獄で溜まった業務の処理）で欠席していたゴクオーの答案用紙へ自身の噛んでいたガムをくっつけてしまい、ゴクオーに答案用紙を盗まれたとウソをついて周囲を欺く。またゴクオーの無実を訴える天子を怒鳴り付け、一方的に彼女やゴクオーを罵倒した。最初は酉馬の豹変ぶりに怯んでいたクラスメイトもゴクオーや天子を貶すその仕打ちやあまりの態度の酷さから酉馬に対して怒りを覚えるが、天子を庇って現れたユーリィにウソを暴かれてゴクオーの潔白が証明された後、ユーリィの「ヘブンズゲート」で上記の不純な動機を知ったユーリィに「紙クズのように軽い夢だ」と罵倒され、地獄に堕とされると同時に地獄で事の顛末を知ったゴクオーによってウソのつけない舌を与えられた。
その後は、大学で一から勉強し直すという名目で学校を去ったと皆見の口から語られている。
真最終回にて台詞のないモブとして登場した。
名前の由来は 「とりま（「とりあえず、まぁ」の略語）」。
サンタクロース
クリスマスでお馴染みの伝説上の人物。
ユーリィとは面識があるがゴクオーとも友達で、互いに「サンちゃん」「ゴクくん」と呼び合っている。
夏はハワイで過ごしていることが多い。好きな食べ物はお茶漬け、好きなゲームはマリオ、好きな漫画はマリオくん。また、トナカイの方がずっと年上の先輩。
全てのプレゼントを配り終えた後は、ゴクオーたちと共にクリスマスパーティーを楽しんでいた。
ニセサンタ（置き引き犯）
クリスマスの日にサンタクロースへ扮し、「クリスマスケーキ全品半額」と書かれた自作のポスターを貼りながら商店街で宝石や貴金属を置き引きしていた窃盗犯。
商店街の路地をうろついていた最中、サンタクロースはいると証明したい虎丸と出くわしそこへゴクオーたちと共に自身が恐れている警官も現れ、職務質問を受けることとなる。最終的にしつこく食い下がる虎丸に対し500円玉をプレゼントした態度により堪忍袋の緒が切れたゴクオーによってポスターに住所や地図や店名が書かれていないことを指摘され、さらには被害届が出ていた箱と中身の貴重品がそれぞれ二重袋や付け髭の中から発見され犯行が確定し、ウソのつけない舌を与えられそのまま逮捕された。
握（にぎり）
出摩小学校（）の児童のふりをしていた出摩中学校の生徒。
八百小の児童が河川敷で遊んでいたところに現れ、負けた方が場所を譲るという条件付きの野球勝負を挑んだ。投げれば三振を取り、打てば三塁打するほどの実力で八百小チームを苦戦させるも、体育着や野球道具、並びに出摩中学校の生徒が近くへ来た際に顔を隠そうとフードを深く被っていたためゴクオーに中学生であることを暴かれ、ウソのつけない舌を与えられた後は中学校の野球部が厳しかったのを明かし、両手にできたマメと傷から野球が好きだったからこそ自身は辛くなってしまったことを白状した。その後はこれまで小学生相手にやってきた試合にも虚しさを覚えたことから、試合を途中降板し帰っていった。その際、才能を認めた戸屋から「野球やめんなよ」に対して「やめねーよ」と返答した。
真最終回ではその言葉通り野球部に復帰しており、河川敷で楽しそうに野球をする様子が見られた。
名前の由来は「握り」。
吾増利（ごますり）
出摩小の児童。握をヨイショする時やゴクオーらから責められた時にゴマを擦る癖があるが、内心では握を全く尊敬していない。
握らと共に八百小へ野球勝負を挑んだ。最初は握に頼っていたものの、前述で失敗して彼が抜けた後は偶然的にその場にいた中学生もしくは高校生と思われる兄（兄弟の顔は全く似ていない）を赤の他人であるかのように審判役を務めさせ、微妙な判定を出摩小チームが有利となるようにするだけでなく靴とホームベースを紐で繋ぎクロスプレー時にホームベースを移動させるという卑怯な作戦を使っていた。しかしゴクオーにホームベースを動かしたことも吾増利と兄弟であることもバレてしまい、兄や出摩小チームメンバー共々ウソのつけない舌を与えられた。駄々をこねながら真実を話した後は周りの反応により恥ずかしくなったため、兄を含んだチーム全員が逃げるように去っていった。その際に戸屋から次はちゃんとした野球勝負することを申し立てられるも、懲りたのかそれを断った。
名前の由来は「胡麻を擂る」。
壁心（かべごころ）
江里戸が通う塾「箱園塾（）」の講師。江里戸に対し、勉強のためとしてゴクオーたちと縁を切るよう伝え、さらには江里戸とゴクオーたちとの仲を完全に断ち切らせるため塾でのテストで江里戸の答案用紙だけに細工を施し、成績が落ちたと見せかけたがそれをゴクオーに見破られ、ウソのつけない舌を与えられた。
江里戸を陥れようとしたのは英才教育で幼い頃からずっと勉強漬けだった自身とは正反対の生活を送っている江里戸を羨ましいと感じ、友達から引き離して己と同じ勉強漬けの人間にしようとしたことを明かし、江里戸に対して今の生き方は必ず後悔すると吐き捨てたが、逆に彼からは「友達も勉強も大事にする」「先生の気持ちも分かる」と返され、最後には複雑な顔を見せつつも悪態混じりの謝罪を口にしながら去っていった。
それ以降は反省し心を入れ替えたのか江里戸に友達について何も言うことはなくなった。
盗田 取男（ぬすみだ とるお）
出摩中学校1年A組の生徒。昆虫メダルを集めており、恵比寿に「レアメダル5枚とヘラクナイトを交換しよう」と提案したがそれはウソで自身の幾つかのコレクションと交換と偽ってヘラクナイトを奪い、約束のレア5枚は渡さなかった。恵比寿に詰め寄られてもとぼけて言い逃れしようとしたが、恵比寿と協力したゴクオーによって見破られ、ウソのつけない舌を与えられて自身の素性と本名を白状した。その後、左丹下校長に中学校で説教を受けるように言われ、ショックを受けつつも学校まで案内した。
名前の由来は「盗み取る」。
旅館の職員
林間学校で宿泊にした旅館で働いている新人で旅館の主人からは「若造」と呼ばれている。2組の男子が泊まる部屋を掃除していたが布団を敷く際に電灯が破損したためビニールテープで補強し、番崎・平近・鉄谷の3人が枕投げをした際に落としたことで罪を擦り付けようとしたが、ゴクオーによって見破られウソのつけない舌を与えられて、2組と旅館の主人の前で全て白状した。
歌手になる夢が叶えられずそれでも諦めていなかったが、食っていくためとして嫌々旅館で働いていたことを打ち明けた。クビになる覚悟はしつつ自身はダメな人間だと言い放ち自暴自棄になるが、天子たちの励ましや応援により旅館の主人から「クビにはしない代わりに旅館で働く中で次の夢を探せ」と言われ、新たな夢を見つけるため旅館の仕事を続ける決意をした後、2組に感謝しお互い謝罪した。
その後夢が見つかったらしく、テレビでご当地の歌で旅館を盛り上げ宿泊客を喜ばせていることを紹介されていた。
横断 アユミチ（おうだん アユミチ）
ガマブクロウがネコカラスに接触してゴクオーのネクタイを奪うため、捨てられていた交通安全のポスター（2000年作成）を見て秘め嘘で化けた少年。現在では既に大人になっているだろうとゴクオーに推測されている。
地獄の者である自身が犯したミス（現世の時間の流れは地獄より早い）と、松叶小学校の児童名簿や八百町の住所に自身の名前が存在しなかったためウソがバレてしまい、元の姿に戻って退散した。
名前の由来は「横断歩道」。なお、名前は歩道の読み方を変えたもの。
狩鳥（かりとり）
出摩小の児童。ベイ丸勝負でイカサマを使って小さい子供からベイ丸のパーツを巻き上げていた。
しかし梶野との勝負前に行ったゴクオーとの戦いでは公園の工事の揺れを利用したゴクオーに敗れイカサマも暴かれた挙句、梶野との真剣勝負でも敗北し、そのままウソのつけない舌を与えられた。
実はベイ丸が元々得意ではなく、ある日にイカサマをしたことで毎回勝てるようになり自らが強くなったと思い込んでいたことを明かし、これからはベイ丸のパーツを元の持ち主に返し、梶野たちと一緒にベイ丸の特訓を約束した。
名前の由来は「刈り取る」。
長（なが）、丸（まる）
番崎のいとこ。大学生であり、痩せ型の体形をした長が兄で、小太りの体形をした丸が弟。
正月に番崎家へ遊びに来て、長に勝利したらお年玉をあげるというルールでカルタ勝負をしていたが、実際は読み手の丸が耳に手を当てて言った言葉の最初の文字で次の読み札を長へ事前に教えるというイカサマをしていた上、ポチ袋の中身も空で最初から番崎が勝ってもお年玉を渡す気は無かった。
遊びに来たゴクオーと天子もカルタ勝負に参戦し、上記のイカサマで序盤は有利に進めるもゴクオーにイカサマを見破られ、兄弟揃ってウソのつけない舌を与えられた後は、低学年の頃は自分たちに懐いていたのにここ数年で冷めてしまい、身体も力も自分たち並みに大きくなった番崎から舐められたくなかったこと、いつまでも番崎兄弟のカッコいい兄貴でいたかったと真意を話し、お年玉もちゃんとやると反省。その後、天子が持って来た栗きんとんを皆で食べながら番崎の小さい頃の話をゴクオーたちに聞かせた。
名前の由来は「長い」「丸い」。
しばおを奪おうとした女性
頭にサングラスを掛けた派手な服装をしており、現世に来ていた地獄長の証言で公園で服を着せたしばおと一緒に散歩をしていたところをゴクオーたちに見つけられる。しばおを己の犬だと言うもゴクオーに見破られ、ウソのつけない舌を与えられた。
しばおを自分の犬にしようとしたのは最初捨て犬だと思いしばおを保護するも、飼い犬だと知った途端にそれを受け入れず、さらにしばおが子供の頃に飼っていた犬のゴンタとそっくりだったことを打ち明けた。その際チコに「（しばおをゴンタの代わりにするのは）ゴンタも可哀想だよ」と言われたことでゴンタと過ごしたときを思い出し、涙ながらに謝罪した。
落書き犯
若い男の兄弟2人で、落書きが禁止されている壁にスプレーで落書きしたところを番崎とリュウジに注意され、ゴクオーたちが近所の人たちを連れてきたため番崎とリュウジに罪を被せようとするも、ゴクオーに暴かれウソのつけない舌を与えられた。
その後、たまたま居合わせていた自身の母親に説教され、落書きを消すためブラシとバケツを買いに行った。
カーにぃちゃん
湯種の隣に住んでいる男子学生で、彼を「スギテル」と呼びいつも遊んであげている。湯種曰く優しい性格で怒ったことがないらしい。
ある日、ハンドスピピーを湯種に貸すも暴若に奪われたことを知ってしまい愛想を尽かし、「寄るところがある」と言いながら去った。しかし湯種を心配し彼の下に行くと、暴若からスピピーを取り戻すため初めて怒りを露わにして立ち向かっている湯種を見たことで感銘を受け、暴若のウソを暴かれたときには普段の優しい性格から激しい怒りを見せ、ウソのつけない舌によって全てを話した彼に脅しをかけた。その後、湯種と仲直りした。
暴若（ぼうじゃく）
昔、湯種と同じ塾だったいじめっ子。ケンカっ早い性格で、湯種がカーにぃちゃんから借りていたハンドスピピーを騙して奪い、帰宅している途中に回して遊ぶも、着けていた指輪でハンドスピピーが壊れたためそれを湯種のせいにしようとした。
しかしゴクオーに見破られてウソのつけない舌を与えられ、全てを話した後はカーにぃちゃんの脅しに怯え「ハンドスピピーを買ってくる」と言いながら去っていった。
名前の由来は「傍若（無人）」。
ゲームセンターにいた高校生
上述の件で番崎と喧嘩をした梶野がゲームセンターでゲームをしていたときに知り合った高校生。梶野からゲームを教わったことで仲良くなり、師匠と呼ぶようになる。
友情の証として梶野にゲームに夢中になっている人の後ろポケットにある財布を盗るというスリルあるゲームをするよう頼むもそこにやって来た恵比寿の言葉で目が冷めた梶野にウソをついていることを見破られ、さらにゴクオーからも財布の人が同じ高校の仲間であることを暴かれて仲間と共にウソのつけない舌を与えられた。
梶野を子分にしてひと稼ぎをするつもりであったことを白状し、梶野たちに殴りかかろうとするもゴクオーの頼みでプリクラ用のレンタルコスプレ衣装で変装した番崎に怯えて退散した。
ゲームセンターの店主曰く、以前から迷惑行為をしていたようで、追い払ってくれた梶野たちにお礼を言い、高校生らの学校に連絡したことを伝えている。
細尺（こましゃく）
番崎・天子たちとは同じ町内会で知り合いである八百中学校の生徒。ゴクオーたちが参加した七夕祭りの会場にいたが、自身は乗り気ではなく親に言われ嫌々祭りに参加していた。
ゴクオーたちが七夕用の笹を運び出す間に小腹が減り、フランクフルトの屋台にあったホットプレートでたこ焼き用のタコを専用ピックを使って焼いてほとんど食べてしまい、その場にいた虎丸たちに疑いをかけるが既に彼のウソに気付いていたゴクオーとユーリィに見破られ、ウソのつけない舌を与えられた。
罪を自白した後は大人たちに責められるが、虎丸が代わりの具材を買ってきたことで自分が子供扱いされたことを悔しがりながら謝罪し、「なんでも手伝いをする」と心から約束した後、チーズやウインナーなどタコ以外の具も入っているたこ焼きを作っていた。
名前の由来は「こましゃくれる」。
レアカードを奪おうとした中学生
雨地がコンビニで当てたレアカード「GGG（ギガントグレードゴッド）ドラゴン」を自分のカードであると言いがかりをつけて奪おうとした。
それに気付きネクストを振り払って助けに来た向月を見て気に入ったゴクオーに暴かれてウソのつけない舌を与えられ、コンビニの店長の前で自身の悪行を喋ってしまい、それを聞いた店長が反省をさせるために先生たちを迎えてに来て説教してもらうと自身の中学校へ連絡すると言われショックを受けて倒れ込んだ。
井ノ中（いのなか）
出摩小の児童。
かつて番崎に1年半前ケンカを売っていたが警官が駆けつけ未遂に終わる。その後も全く改心しなかった模様であり、番崎と再会し、彼と決着をつけようとするも断られたためクリスマスツリーを壊し、それをゴクオーに見破られ自ら真相を暴露。それが番崎の怒りを買ってしまい殴られかけたところをネクストに止められ、恐怖を覚えたためかそのまま走り去っていった。
自ら真相を吐露したからか、ゴクオーによって地獄に堕とされず、罰を受けなかった。
名前の由来は「井の中の蛙」。
カメラ泥棒
二人組の中年男性で、拙井が父親から借りたカメラが幻の型といわれる「タイカ-L6」であることに気付いて目が眩み、拙井がカメラが入ったカバンから離れた隙にカバンから取り出してカメラを盗んだ。
しかし乗車した新幹線に2組の児童が乗車していたため、証拠隠滅として子供たちにポテチを振る舞って空になったポテチの筒にカメラのSDカードを入れてゴミ箱に捨てた。カメラがなくなっていることに気付いて自分のカメラを持っている2人を疑う拙井に対して「疑いやがって謝れ」と罵声を浴びせるが、最初から怪しんでいたゴクオーと協力したネク助によって犯人だと暴かれる。「大人をナメやがって」と逆ギレしてゴクオーに襲いかかるも「なにが大人だよ。犯罪者が。」と一蹴され、ウソのつけない舌を与えられた。
京都駅に到着直後に逃げようとするも通報から駆けつけた警官の前で白状し、そのまま窃盗罪で逮捕された。
盗んだカメラ（と捨てたSDカード）はゴクオーたちの活躍によって持ち主である拙井の元に戻った。
洞小学校の児童3人
修学旅行で出会った洞小学校（）の児童たち。
八百小と同じく修学旅行で京都に来ており、お土産店で買った木刀をふざけて振り回したため展示していたニッキィくんの巨大マスコット人形の右手親指を破損してしまい、偶然触った乙赦と勝木の2人に罪をなすりつけようとするも、拙井が撮影した写真と一緒に写っていた平近の証言、そしてゴクオーに利用された夕日向がリュックから証拠の木刀を取り出したことでウソが暴かれ、ウソのつけない舌を与えられた。
その後自分達が壊したことを黙っていたことを白状し、本当は良い子ではなく、夕日向の前でだけ良い子を演じていたことも打ち明けた。その後、自らの間違いに気付いて反省した夕日向共々店員へ謝りに行った。
夕日向（ゆうひなた）
修学旅行で出会った洞小学校6年の担任教師。
「児童を信じる」というポリシーを持っており自身の児童は良い子だと信じているが、過信するがあまり上述の事件の際は乙赦と勝木の話をまともに聞かず疑っており、八百小の児童や皆見を馬鹿にする発言もしていた。しかし、そのひん曲がった信じる心をゴクオーのウソ暴きに利用され、自身の教え子の3人が犯人だったと知り困惑する。事件解決後は教え子の心情と皆見の指導から自身のやり方が間違っていたことに気付き、涙ながらに教え子たちに「ちゃんと謝って一緒に反省しよう」と言い聞かせ、皆見に無礼を働いたことを謝罪して一緒に店員へ謝りに行った。
ガラスを割った男性
空き缶でリフティングをして男性住民の家のガラスを割ってしまい、それを偶然磨巾に撮られ磨巾のスマートフォンを捨てた挙句磨巾に罪を擦り付けようとした。しかし駆け付けたゴクオーたちが隙を作ってスマートフォンを取り戻した磨巾がゴクオーにスマートフォンを渡し、その後証拠を隠滅するためにゴクオーを騙して磨巾のスマートフォンを奪い取ろうとするが逆にそれをゴクオーに利用され磨巾が撮った映像で犯人だと男性住民たちの前で暴かれた。
ウソのつけない舌を与えられてもなお「ケータイを処分しとけばよかった」と反省の色が見られず、男性住民や番崎たちに責められた。
「泥箱事件」の犯人
八百町で泥がぎっしり入った箱を家のポストに入れる「泥箱事件」という事件を起こした愉快犯で、その正体は八百中学校の学生。
2丁目の届田（）さん（名前の由来は「届けた」）の家のポストに箱を入れる予定であったが嗅ぎつけられたため、やめ時として代わりにネク助に渡して入れてもらうことで彼を犯人に仕立てた。予定通りネク助がポストに入れた際、近くで巡回中であった警官から呼び止められ疑われたネク助を嘲笑うも、ゴクオーに手形や泥の中に入っていた制服のボタンや袖に付着していた泥から犯人と断定される。
ウソのつけない舌を与えられた後はムシャクシャしてやったと話し、ネク助に罪を擦り付けようとした理由が何も考えてなさそうで中身もなくただ楽しそうに生きている奴が騙しやすいからと彼に向かって打ち明けるが、「中身がない」に反応したネク助がネクストとしての記憶が戻りかけ焦って否定した天子に友達だと言われたことでネク助が正気に戻った後、警官によって学校や家族に知らせるため連れて行かれた。
上野森（うえのもり）
八百町に住んでいる画家で、図工の特別授業で商店街を描きに来た6年2組の絵の先生として訪れた。
商店街を下から見上げた絵を描いた番崎のアイディアを褒めるが、その絵が何者かによって盗まれて嘆く番崎に「あんな絵は盗む価値はない」と彼のセンスを馬鹿にした。その態度から怪しんだゴクオーにより、マグネットで隠した鍵付きの引き出しから番崎の絵とそれを写し描いて貼った自身の絵が出てきたことで犯人だと暴かれ、逃げようとするも地獄へ送られてウソのつけない舌を与えられた。
番崎の絵の構図とアイディアを盗んで描いた絵を自身の作品としてコンテストに出品し、証拠隠蔽として番崎の絵を燃やすつもりだったと打ち明け、それを受けて怒りに震えつつ胸ぐらを掴んだ番崎へ自由な発想ができる子供が羨ましかったことと画家として描いた絵が売れていないことも話すが、絵に描かれていた模様を見た天子たちに評価されたことで子供の頃に絵の先生からその模様を褒められたのを思い出し、番崎に謝った。事情を知って許しつつ、応援の言葉をかけた番崎へ涙ながらに礼を述べた
真最終回にて台詞のないモブとして登場した。
名前の由来は「上野の森美術館」。
まつした屋に来た高校生
大柄な体型で背が高い。一人でまつした屋に立ち寄り、支払う前のお菓子を店の中で勝手に座り込んで食べ散らかしていたのを立前に注意される。「後で払えばいいだろ」と開き直るも、立前に泥棒と同じ考えと言われて逆ギレし彼に暴力を振るい、駄菓子代である100円を置いて立ち去った。
その際財布を落としたため再び店に戻り、ゴクオーによって様々な証拠から店を荒らしたのを暴かれ、さらに立前の協力により怪獣のフィギュアを盗んだことがバレてウソのつけない舌を与えられた。その後、戻ってきたおばちゃんの前で全て自白し、睨んだおばちゃんに怯えて盗んだフィギュアを置いてそのまま店を立ち去った。
井伊達（いだて）
マラソン日本代表のランナー。
たまたまランニング中に茶刈の声へ気付き、ひったくり犯を捕まえるもそのひったくり犯から加害者だと濡れ衣を着せられかけるが、ゴクオーによってその疑いが晴らされた。
正体を明かした後、はっきりとした夢がなかった茶刈に子供の頃からランナーを夢にしていたのかと聞かれるが、そのように立派な夢はなく中学時代に部活を決める際、周りがはっきりとした夢を持っていたためカッコつけた勢いでマラソン選手になる夢があるとウソをついて陸上部に入ったと打ち明けた。最初は苦労し何度も諦めかけながら続けても、結局夢は分からなかったが走ることは楽しいことに気付いたのを話し、茶刈に影響を与えた。
名前の由来は「韋駄天」。
ひったくり犯
女性のバッグを奪い、捕まえようとした井伊達を加害者に仕立て自身が被害者であるような態度を取るも、ゴクオーに見破られる。逃げようとするも地獄に送られてウソのつけない舌を与えられ、井伊達が通報しようとした携帯の前で警察に自首してそのまま逮捕された。
前戸（ぜんと）
かつての八百小の児童。公園で通信教育を受けていたところで偶然ゴクオーと知り合う。
4年生の頃に廊下で番崎とすれ違った際、持っていたバケツの水が番崎に掛かってしまい「これからすれ違うたびにお前を殴る！」と言われ、以来は彼と遭遇するたびに脅されてきた。しばらくして隣町の学校へ転校が決まったものの、そこでも番崎のような児童がいたらと考えて学校へ通うのを怖気づいてしまい現在に至る。
そんなある日、ゴクオーから番崎が今では皆に頼られるガキ大将のような存在になっていると聞き、信じられずこっそり覗いたところ本当に改心しているように見えた番崎が許せず、仕返しとして公園裏で1週間、二人だけの秘密という約束のもと彼を殴ることとなった。しかし次第に恨みの念に飲まれてしまい、ある日一方的にその約束を破り番崎と無関係の人物を集めて番崎を集団リンチにしようとしたが、あることで事情を知った茶刈・恵比寿・梶野・亜久道に阻止される。そしてゴクオーに、二人だけという秘密を破り番崎の謝罪する気持ちを裏切ったことを指摘されウソのつけない舌を与えられる。その後自分を散々怖がらせていたくせに今更いい奴そうにしていた番崎が許せず復讐しようとしたことを話し、番崎に対し「一生お前を許さない！」「お前より楽しい人生を送ってやる！」などと捨て台詞を吐き、結局番崎と和解しないまま走り去った。
その後はきちんと学校に通えるようになり、友人もできた様子。
名前の由来は「前途」。

### 番外編
オレオレ詐欺犯
本作が『別冊』から『月刊』へ移行連載する際に掲載された予告漫画に登場。
お婆さんにオレオレ詐欺をしていたところをゴクオーによって地獄に堕とされるが、今回だけサービスとしてクジから大吉を引いたら見逃すとゴクオーに言われてクジを引くも大吉と見せかけたものを引き当てしまう。実は大吉が入っているはウソで全て大吉に見せかけたものが入っており、そもそも見逃すつもりがなかったゴクオーにそのままウソのつけない舌を与えられて警官に自首した。
とりすけ、とりみ、とりまつ
「ネコカラスの痛快ウソあばき！」に登場にする八百小の飼育小屋に飼われているニワトリ。
ある朝、自分たちの餌がなくなっており、とりすけととりまつの2匹はお互い独り占めした犯人だと疑う。飼育小屋にある石を食べに来たネコカラスによってとりみが温めていた卵の様子から犯人はとりみであることを暴かれ、食い意地を張った2匹からは絶対に分けてくれないと思い、寝ていた隙に夜急に生まれて空腹で泣くヒヨコのために全員分の餌をあげたことを打ち明けた。その後3匹はお互い和解し、ネコカラスが天子に餌を持ってもらうようお願いすると聞いて彼に感謝した。
カラス
「おともコンビのウソあばき！」に登場。
喋れないが他のカラスと仲良くなりたい理由でヘビバトが持っていたダイヤモンドを欲しがり、それを貰って2匹のカラスにプレゼントするも話せないため苛立ったカラスたちに顰蹙を買われてしまう。
実はカラスではなく墨汁で身体を黒く染めたハトで、それをネコカラスとヘビバトに暴かれる（話せなかったのは鳴き声でハトであることがバレるため）。いつも楽しそうにしているカラスたちと友達になりたくてもハトというコンプレックスを抱えていたが、事情を知ったカラスたちが友達として認められてネコカラスとヘビバトに感謝し、カラスたちと共に飛び去っていた。
ポイ捨てをしていた中学生
「八百刑事銭形千十郎」に登場。
公園でポイ捨てをしていた犯人で公園で張り込みをしていた千十郎と居合わせた石豆に見つかり、殴ろうとした千十郎から柔道技を受けそうになるが力が足りず不発した彼を羽交い締める最中に石豆が買っていたガラガラで助けを呼んだためその場から逃げた。描かれていないがその後ゴクオーに舌を抜かれた模様。
タロー
「お地蔵さまが見ている」に登場。
町の守り神である「八百地蔵さま」をサッカーボールでぶつけて倒してしまい、祖父に注意される。しかし、倒したのはわざとではないため反省して謝る気がなく、さらに祖父から地獄に堕ちると言われてもなお地獄は存在しないもので子供に恐怖を与えるウソと考えていた。だが、ゴクオーによって地獄に堕とされてしまうもお地蔵さまが助けてくれたことで反省して謝り、倒したお地蔵さまを元に戻した。なお、八百地蔵さまは真最終回にも登場する。
カブラちゃん
「ネク助のキセキ」に登場。
アイドル漫画家ユーチューバーで、田塁と飯音は彼女のファン。八百町でサイン会を開催していた。
名前の由来は「カブラペン」。

### 他作品からのゲストキャラクター
怪盗ジョーカー
漫画『怪盗ジョーカー』からゲスト出演。『別冊コロコロコミック』2012年6月号では付録ポスターでゴクオーと共演し、『月刊コロコロコミック』2013年6月号の付録漫画である特別編（単行本5巻収録）にて再び共演を果たす。
特別編では課外授業でゴクオーらが訪れた美術館に参上するが、爆弾魔・火柱ボンバ（ひばしら ボンバ）が現れ美術館が危機に晒された中でゴクオーと協力、ゴクオーのウソとジョーカーのトリックとの“極上”なコンビネーションで爆弾魔の悪事を食い止めた。彼は自らの変装を見破ったとしてゴクオーを評価しており、ゴクオー自身も面白いウソツキとして彼を認めている。
『大爆笑コロコロギャグブラザーズSPECIAL』では、彼の息子・Jが登場している。
じーさん
漫画『でんぢゃらすじーさん邪』からゲスト出演。『月刊コロコロコミック』2015年2月号の付録『ウソコロコミック』内掲載のコラボ漫画（単行本12巻収録）に登場。地獄の斜め上にある「じじー獄」からやって来た（ゴクオーのウソ）。地獄王の姿のゴクオーに「コロコロでヒゲキャラが被る」という理由で一方的にライバル視されている。
なお、『じーさん邪』の作者である曽山一寿はじーさんの他にツッコミを入れる天子のオーバーな変顔を悪ノリで描いている（その際には細かな気遣いも取り入れている）。『大爆笑コロコロギャグブラザーズSPECIAL』にも登場。
J（ジェイ）、まじめくん、ケシカスくん
漫画『怪盗少年ジョーカーズ』『マジで!!まじめくん!』『ケシカスくん』から『大爆笑コロコロギャグブラザーズSPECIAL』よりそれぞれゲスト出演。
ゴクオーとじーさんを含む5人でゴクオーの用意したゲームの中で乱闘するも、最終的にゲームのラスボス・エンペラーフットを相手に共闘しつつ倒した。

## 書誌情報
- 吉もと誠『ウソツキ！ゴクオーくん』、小学館〈てんとう虫コミックス〉、全25巻
  1. 2012年4月27日発売[18]、ISBN 978-4-09-141439-7
  2. 2012年10月26日発売[19]、ISBN 978-4-09-141527-1
  3. 2013年1月25日発売[20]、ISBN 978-4-09-141577-6
  4. 2013年7月26日発売[21]、ISBN 978-4-09-141657-5
  5. 2013年12月27日発売[22]、ISBN 978-4-09-140016-1
  6. 2014年4月28日発売[23]、ISBN 978-4-09-141743-5
  7. 2014年12月26日発売[24]、ISBN 978-4-09-141849-4
  8. 2015年4月28日発売[25]、ISBN 978-4-09-142003-9
  9. 2015年7月24日発売[26]、ISBN 978-4-09-142024-4
  10. 2015年11月27日発売[27]、ISBN 978-4-09-142106-7
  11. 2016年4月28日発売[28]、ISBN 978-4-09-142157-9
  12. 2016年9月28日発売[29]、ISBN 978-4-09-142216-3
  13. 2017年2月28日発売[30]、ISBN 978-4-09-142306-1
  14. 2017年8月28日発売[31]、ISBN 978-4-09-142420-4
  15. 2018年3月28日発売[32]、ISBN 978-4-09-142646-8
  16. 2018年7月27日発売[33]、ISBN 978-4-09-142728-1
  17. 2019年1月25日発売[34]、ISBN 978-4-09-142849-3
  18. 2019年8月28日発売[35]、ISBN 978-4-09-143050-2
  19. 2019年12月27日発売[36]、ISBN 978-4-09-143130-1
  20. 2020年6月26日発売[37]、ISBN 978-4-09-143197-4
  21. 2020年9月28日発売[38]、ISBN 978-4-09-143228-5
  22. 2021年2月26日発売[39]、ISBN 978-4-09-143274-2
  23. 2021年7月28日発売[40]、ISBN 978-4-09-143319-0
  24. 2021年12月27日発売[41]、ISBN 978-4-09-143365-7
  25. 2022年2月28日発売[42]、ISBN 978-4-09-143375-6
- 吉もと誠『ウソツキ！ゴクオーくん完全版』、小学館〈てんとう虫コミックス〉、全5巻
  1. 2025年2月27日発売[43][44]、ISBN 978-4-09-149886-1
  2. 2025年3月28日発売[45]、ISBN 978-4-09-149887-8
  3. 2025年4月28日発売[46]、ISBN 978-4-09-149888-5
  4. 2025年5月28日発売[47]、ISBN 978-4-09-149889-2
  5. 2025年6月27日発売[48]、ISBN 978-4-09-149890-8